# Rencontres de la Ligue des champions de l'UEFA 2023-2024
 (septembre 2023).
Cet article présente les résultats détaillés des rencontres de la Ligue des champions de l'UEFA 2023-2024.

## Phase de groupes
La phase de groupes de la Ligue des champions de l'UEFA 2023-2024 débute le 19 septembre et se termine le 13 décembre 2023. Au total, 32 équipes s'affrontent dans la phase de groupes pour décider des 16 places pour les huitièmes de finale de la Ligue des champions de l'UEFA 2023-2024.

### Tirage au sort
Le tirage au sort pour la phase de groupes a lieu le 29 août 2023, à Monaco.
Les 32 équipes sont réparties en huit groupes de quatre, avec la restriction que les équipes d'une même association ne peuvent être tirées l'une contre l'autre. Pour le tirage au sort, les équipes sont réparties dans quatre pots selon les principes suivants (article 13.06 du règlement) :
- Le pot 1 contient les tenants des titres de la Ligue des champions et de la Ligue Europa, ainsi que les champions des six meilleures associations sur la base de leurs coefficients 2022 pour les pays de l'UEFA. Si l'un des tenants du titre, ou les deux, est l'un des champions des six meilleures associations, les champions de la ou des associations les mieux classées suivantes sont également classés dans le pot 1.
- Les pots 2, 3 et 4 contiennent les équipes restantes, classées en fonction de leurs coefficients de club UEFA 2022.

| Chapeau 1              | Chapeau 1 | Chapeau 2          | Chapeau 2 | Chapeau 3                   | Chapeau 3 | Chapeau 4         | Chapeau 4 |
| ---------------------- | --------- | ------------------ | --------- | --------------------------- | --------- | ----------------- | --------- |
| Manchester City T Ch S | 145.000   | Real Madrid        | 121.000   | Chakhtar Donetsk Ch         | 63.000    | BSC Young Boys Ch | 34.500    |
| Séville FC C3          | 91.000    | Manchester United  | 104.000   | RB Salzbourg Ch             | 59.000    | Real Sociedad     | 33.000    |
| FC Barcelone Ch        | 98.000    | Inter Milan        | 96.000    | AC Milan                    | 50.000    | Galatasaray SK Ch | 31.500    |
| SSC Naples Ch          | 81.000    | Borussia Dortmund  | 86.000    | SC Braga                    | 44.000    | Celtic FC Ch      | 31.000    |
| Bayern Munich Ch       | 136.000   | Atlético de Madrid | 85.000    | PSV Eindhoven               | 43.000    | Newcastle United  | 21.914    |
| Paris Saint-Germain Ch | 112.000   | RB Leipzig         | 84.000    | SS Lazio                    | 42.000    | Union Berlin      | 17.000    |
| SL Benfica Ch          | 82.000    | FC Porto           | 81.000    | Étoile rouge de Belgrade Ch | 42.000    | Royal Antwerp Ch  | 17.000    |
| Feyenoord Rotterdam Ch | 51.000    | Arsenal FC         | 76.000    | FC Copenhague Ch            | 40.500    | RC Lens           | 12.232    |

T : Tenant du titre
Ch : Champion national
C3 : Vainqueur de la Ligue Europa
S : Vainqueur de la Supercoupe de l'UEFA
- Futur qualifié pour les huitièmes de finale
- Futur repêché en barrages de la phase à élimination directe de la Ligue Europa

Les associations ayant deux équipes qualifiées ou plus, les équipes sont appariées afin de les diviser en deux groupes de quatre (A – D, E – H) pour une couverture télévisuelle maximale. Pour chaque journée, un groupe de quatre disputera ses matchs le mardi, tandis que l'autre groupe de quatre disputera ses matchs le mercredi, les deux groupes alternant à chaque journée. Les rencontres sont décidées après le tirage au sort, à l'aide d'un ordinateur non présenté au public, avec la séquence de match suivante (article 16.02 du Règlement) :
| Journée     | Dates                   |
| ----------- | ----------------------- |
| 1re journée | 19 et 20 septembre 2023 |
| 2e journée  | 3 et 4 octobre 2023     |
| 3e journée  | 24 et 25 octobre 2023   |
| 4e journée  | 7 et 8 novembre 2023    |
| 5e journée  | 28 et 29 novembre 2023  |
| 6e journée  | 12 et 13 décembre 2023  |

Les équipes participantes (avec leurs coefficients de club UEFA 2023) sont groupées selon leur pot d'appartenance. Ils comprennent :
26 équipes qui entrent dans cette étape 6 gagnants du tour de barrages (4 par la voie des champions, 2 par la voie de la ligue) Les équipes sont classées en fonction des points (3 points pour une victoire, 1 point pour un match nul, 0 points pour une défaite) et, en cas d’égalité de points, les critères de départage suivants sont appliqués, dans l’ordre donné, pour déterminer le classement (Règlements articles 17.01) :
1. plus grand nombre de points obtenus dans les matches de groupe disputés entre les équipes concernées ;
2. meilleure différence de buts dans les matches du groupe disputés entre les équipes concernées ;
3. plus grand nombre de buts marqués dans les matches du groupe disputés entre les équipes concernées ;
4. si, après l’application des critères 1 à 3, plusieurs équipes sont toujours à égalité, les critères 1 à 3 sont à nouveau appliqués exclusivement aux matches entre les équipes concernées afin de déterminer leur classement final. Si cette procédure ne donne pas de résultat, les critères 5 à 11 s’appliquent ;
5. meilleure différence de buts dans tous les matches du groupe ;
6. plus grand nombre de buts marqués dans tous les matches du groupe ;
7. plus grand nombre de buts marqués à l’extérieur dans tous les matches du groupe ;
8. plus grand nombre de victoires dans tous les matches du groupe ;
9. plus grand nombre de victoires à l'extérieur dans tous les matches du groupe ;
10. total le plus faible de points disciplinaires sur la base uniquement des cartons jaunes et des cartons rouges reçus durant tous les matches du groupe (carton rouge = 3 points, carton jaune = 1 point, expulsion pour deux cartons jaunes au cours d'un match = 3 points) ;
11. meilleur coefficient de club.

Les matches se déroulent du 19 au 20 septembre, du 3 au 4 octobre, du 24 au 25 octobre, du 7 au 8 novembre, du 28 au 29 novembre et du 12 au 13 décembre 2023. Les heures de coup d'envoi prévues sont 21h00 CET / CEST, avec deux matches mardi et mercredi programmés à 18h45 CET / CEST.
| Légende des couleurs                                                                                   |
| --- |
| Premiers et deuxièmes de groupe se qualifient pour les huitièmes de finale                             |
| Troisièmes de groupe sont repêchés aux barrages pour la phase à élimination directe de la Ligue Europa |

### Groupes
Légende des classements
- Qualifié pour les huitièmes de finale
- Repêché aux barrages pour la phase à élimination directe de la Ligue Europa

Légende des résultats
- Victoire à domicile
- Match nul
- Victoire à l'extérieur

#### Groupe A
| Rang | Équipe            | Pts | J | G | N | P | Bp | Bc | Diff |  | Résultats (▼ dom., ► ext.) |     |     |     |     |
| ---- | ----------------- | --- | - | - | - | - | -- | -- | ---- |  | -------------------------- | --- | --- | --- | --- |
| 1    | Bayern Munich     | 16  | 6 | 5 | 1 | 0 | 12 | 6  | +6   |  | Bayern Munich              |     | 0-0 | 2-1 | 4-3 |
| 2    | FC Copenhague     | 8   | 6 | 2 | 2 | 2 | 8  | 8  | 0    |  | FC Copenhague              | 1-2 |     | 1-0 | 4-3 |
| 3    | Galatasaray SK    | 5   | 6 | 1 | 2 | 3 | 10 | 13 | -3   |  | Galatasaray SK             | 1-3 | 2-2 |     | 3-3 |
| 4    | Manchester United | 4   | 6 | 1 | 1 | 4 | 12 | 15 | -3   |  | Manchester United          | 0-1 | 1-0 | 2-3 |     |

| 1re journée                  | Galatasaray SK            | 2 - 2   | FC Copenhague                                         | Ali Sami Yen Spor Kompleksi, Istanbul                                           |                                                                                 |
| 20 septembre 2023 18h45 CEST | Boey 86e · Tetê 88e       | (0 - 1) | 35e Elyounoussi · 58e Gonçalves                       | Spectateurs : 46 911 Arbitrage : Georgi Kabakov Arbitre vidéo : Ivaylo Stoyanov | Spectateurs : 46 911 Arbitrage : Georgi Kabakov Arbitre vidéo : Ivaylo Stoyanov |
| 20 septembre 2023 18h45 CEST | Ziyech 39e · Oliveira 77e | Rapport | 11e Lerager · 52e, 73e Jelert · 73e Diks · 82e Meling | Spectateurs : 46 911 Arbitrage : Georgi Kabakov Arbitre vidéo : Ivaylo Stoyanov | Spectateurs : 46 911 Arbitrage : Georgi Kabakov Arbitre vidéo : Ivaylo Stoyanov |

| 1re journée                  | Bayern Munich                                       | 4 - 3   | Manchester United                | Fußball Arena München, Munich                                                |                                                                              |
| 20 septembre 2023 21h00 CEST | Sané 28e · Gnabry 32e · Kane 53e (pen.) · Tel 90+2e | (2 - 0) | 49e Højlund · 88e 90+5e Casemiro | Spectateurs : 75 000 Arbitrage : Glenn Nyberg Arbitre vidéo : Pol van Boekel | Spectateurs : 75 000 Arbitrage : Glenn Nyberg Arbitre vidéo : Pol van Boekel |
| 20 septembre 2023 21h00 CEST | Goretzka 63e                                        | Rapport | 63e Martínez                     | Spectateurs : 75 000 Arbitrage : Glenn Nyberg Arbitre vidéo : Pol van Boekel | Spectateurs : 75 000 Arbitrage : Glenn Nyberg Arbitre vidéo : Pol van Boekel |

| 2e journée                | Manchester United             | 2 - 3   | Galatasaray SK                         | Old Trafford, Manchester                                                       |                                                                                |
| 3 octobre 2023 21h00 CEST | Højlund 17e 67e               | (1 - 1) | 23e Zaha · 71e Aktürkoğlu · 81e Icardi | Spectateurs : 73 204 Arbitrage : Ivan Kružliak Arbitre vidéo : Bastian Dankert | Spectateurs : 73 204 Arbitrage : Ivan Kružliak Arbitre vidéo : Bastian Dankert |
| 3 octobre 2023 21h00 CEST | Casemiro 35e, 77e · Dalot 38e | Rapport | 31e Torreira · 61e Boey · 86e Oliveira | Spectateurs : 73 204 Arbitrage : Ivan Kružliak Arbitre vidéo : Bastian Dankert | Spectateurs : 73 204 Arbitrage : Ivan Kružliak Arbitre vidéo : Bastian Dankert |

| 2e journée                | FC Copenhague                        | 1 - 2   | Bayern Munich         | Parken Stadium, Copenhague                                                       |                                                                                  |
| 3 octobre 2023 21h00 CEST | Lerager 56e                          | (0 - 0) | 67e Musiala · 83e Tel | Spectateurs : 35 690 Arbitrage : Orel Grinfeeld Arbitre vidéo : Roi Reinshreiber | Spectateurs : 35 690 Arbitrage : Orel Grinfeeld Arbitre vidéo : Roi Reinshreiber |
| 3 octobre 2023 21h00 CEST | Meling 54e · Lerager 63e · Vavro 90e | Rapport | 69e Musiala           | Spectateurs : 35 690 Arbitrage : Orel Grinfeeld Arbitre vidéo : Roi Reinshreiber | Spectateurs : 35 690 Arbitrage : Orel Grinfeeld Arbitre vidéo : Roi Reinshreiber |

| 3e journée                 | Galatasaray SK       | 1 - 3   | Bayern Munich                        | Ali Sami Yen Spor Kompleksi, Istanbul                                           |                                                                                 |
| 24 octobre 2023 18h45 CEST | Icardi 30e (pen.)    | (1 - 1) | 8e Coman · 72e Kane · 79e Musiala    | Spectateurs : 51 776 Arbitrage : Davide Massa Arbitre vidéo : Aleandro Di Paolo | Spectateurs : 51 776 Arbitrage : Davide Massa Arbitre vidéo : Aleandro Di Paolo |
| 24 octobre 2023 18h45 CEST | Tetê 53e · Ayhan 62e | Rapport | 14e Sané · 32e Laimer · 90+5e Davies | Spectateurs : 51 776 Arbitrage : Davide Massa Arbitre vidéo : Aleandro Di Paolo | Spectateurs : 51 776 Arbitrage : Davide Massa Arbitre vidéo : Aleandro Di Paolo |

| 3e journée                 | Manchester United               | 1 - 0   | FC Copenhague | Old Trafford, Manchester                                                         |                                                                                  |
| 24 octobre 2023 21h00 CEST | Maguire 72e                     | (0 - 0) |               | Spectateurs : 73 249 Arbitrage : Marco Guida Arbitre vidéo : Massimiliano Irrati | Spectateurs : 73 249 Arbitrage : Marco Guida Arbitre vidéo : Massimiliano Irrati |
| 24 octobre 2023 21h00 CEST | Fernandes 80e · McTominay 90+5e | Rapport |               | Spectateurs : 73 249 Arbitrage : Marco Guida Arbitre vidéo : Massimiliano Irrati | Spectateurs : 73 249 Arbitrage : Marco Guida Arbitre vidéo : Massimiliano Irrati |

| 4e journée                 | Bayern Munich | 2 - 1   | Galatasaray SK               | Fußball Arena München, Munich                                                |                                                                              |
| 8 novembre 2023 21h00 CEST | Kane 80e 86e  | (0 - 0) | 90+3e Bakambu                | Spectateurs : 75 000 Arbitrage : António Nobre Arbitre vidéo : Tiago Martins | Spectateurs : 75 000 Arbitrage : António Nobre Arbitre vidéo : Tiago Martins |
| 8 novembre 2023 21h00 CEST | Davies 19e    | Rapport | 34e Bardakcı · 90+6e Bakambu | Spectateurs : 75 000 Arbitrage : António Nobre Arbitre vidéo : Tiago Martins | Spectateurs : 75 000 Arbitrage : António Nobre Arbitre vidéo : Tiago Martins |

| 4e journée                 | FC Copenhague                                                         | 4 - 3   | Manchester United                     | Parken Stadium, Copenhague                                                         |                                                                                    |
| 8 novembre 2023 21h00 CEST | Elyounoussi 45e · Gonçalves 45+9e (pen.) · Lerager 83e · Bardghji 87e | (2 - 2) | 3e 28e Højlund · 69e (pen.) Fernandes | Spectateurs : 36 099 Arbitrage : Donatas Rumšas Arbitre vidéo : Tomasz Kwiatkowski | Spectateurs : 36 099 Arbitrage : Donatas Rumšas Arbitre vidéo : Tomasz Kwiatkowski |
| 8 novembre 2023 21h00 CEST | Vavro 45+11e                                                          | Rapport | 42e Rashford · 90+1e Maguire          | Spectateurs : 36 099 Arbitrage : Donatas Rumšas Arbitre vidéo : Tomasz Kwiatkowski | Spectateurs : 36 099 Arbitrage : Donatas Rumšas Arbitre vidéo : Tomasz Kwiatkowski |

| 5e journée                  | Galatasaray SK                  | 3 - 3   | Manchester United                                          | Ali Sami Yen Spor Kompleksi, Istanbul                                                 |                                                                                       |
| 29 novembre 2023 18h45 CEST | Ziyech 29e 62e · Aktürkoğlu 71e | (1 - 2) | 11e Garnacho · 18e Fernandes · 55e McTominay               | Spectateurs : 51 733 Arbitrage : José María Sánchez Arbitre vidéo : Ricardo de Burgos | Spectateurs : 51 733 Arbitrage : José María Sánchez Arbitre vidéo : Ricardo de Burgos |
| 29 novembre 2023 18h45 CEST | Boey 42e · Ayhan 53e            | Rapport | 27e Fernandes · 45+2e Amrabat · 59e Shaw · 64e Wan-Bissaka | Spectateurs : 51 733 Arbitrage : José María Sánchez Arbitre vidéo : Ricardo de Burgos | Spectateurs : 51 733 Arbitrage : José María Sánchez Arbitre vidéo : Ricardo de Burgos |

| 5e journée                  | Bayern Munich | 0 - 0   | FC Copenhague            | Fußball Arena München, Munich                                                               |                                                                                             |
| 29 novembre 2023 21h00 CEST |               | (0 - 0) |                          | Spectateurs : 75 000 Arbitrage : Stéphanie Frappart Arbitre vidéo : Carlos del Cerro Grande | Spectateurs : 75 000 Arbitrage : Stéphanie Frappart Arbitre vidéo : Carlos del Cerro Grande |
| 29 novembre 2023 21h00 CEST |               | Rapport | 24e Gonçalves · 55e Falk | Spectateurs : 75 000 Arbitrage : Stéphanie Frappart Arbitre vidéo : Carlos del Cerro Grande | Spectateurs : 75 000 Arbitrage : Stéphanie Frappart Arbitre vidéo : Carlos del Cerro Grande |

| 6e journée                  | Manchester United        | 0 - 1   | Bayern Munich | Old Trafford, Manchester                                                    |                                                                             |
| 12 décembre 2023 21h00 CEST |                          | (0 - 0) | 70e Coman     | Spectateurs : 73 073 Arbitrage : Espen Eskås Arbitre vidéo : Pol van Boekel | Spectateurs : 73 073 Arbitrage : Espen Eskås Arbitre vidéo : Pol van Boekel |
| 12 décembre 2023 21h00 CEST | Antony 53e · Amrabat 61e | Rapport | 88e Goretzka  | Spectateurs : 73 073 Arbitrage : Espen Eskås Arbitre vidéo : Pol van Boekel | Spectateurs : 73 073 Arbitrage : Espen Eskås Arbitre vidéo : Pol van Boekel |

| 6e journée                  | FC Copenhague                 | 1 - 0   | Galatasaray SK | Parken Stadium, Copenhague                                                          |                                                                                     |
| 12 décembre 2023 21h00 CEST | Lerager 58e                   | (0 - 0) |                | Spectateurs : 34 726 Arbitrage : Daniele Orsato Arbitre vidéo : Massimiliano Irrati | Spectateurs : 34 726 Arbitrage : Daniele Orsato Arbitre vidéo : Massimiliano Irrati |
| 12 décembre 2023 21h00 CEST | Jelert 37e · Lerager 85e, 90e | Rapport | 55e Zaha       | Spectateurs : 34 726 Arbitrage : Daniele Orsato Arbitre vidéo : Massimiliano Irrati | Spectateurs : 34 726 Arbitrage : Daniele Orsato Arbitre vidéo : Massimiliano Irrati |

#### Groupe B
| Rang | Équipe        | Pts | J | G | N | P | Bp | Bc | Diff |  | Résultats (▼ dom., ► ext.) |     |     |     |     |
| ---- | ------------- | --- | - | - | - | - | -- | -- | ---- |  | -------------------------- | --- | --- | --- | --- |
| 1    | Arsenal FC    | 13  | 6 | 4 | 1 | 1 | 16 | 4  | +12  |  | Arsenal FC                 |     | 4-0 | 6-0 | 2-0 |
| 2    | PSV Eindhoven | 9   | 6 | 2 | 3 | 1 | 8  | 10 | -2   |  | PSV Eindhoven              | 1-1 |     | 1-0 | 2-2 |
| 3    | RC Lens       | 8   | 6 | 2 | 2 | 2 | 6  | 11 | -5   |  | RC Lens                    | 2-1 | 1-1 |     | 2-1 |
| 4    | Séville FC    | 2   | 6 | 0 | 2 | 4 | 7  | 12 | -5   |  | Séville FC                 | 1-2 | 2-3 | 1-1 |     |

| 1re journée                  | Séville FC                           | 1 - 1   | RC Lens                                                         | Stade Ramón Sánchez Pizjuán, Séville                                            |                                                                                 |
| 20 septembre 2023 21h00 CEST | Ocampos 9e                           | (1 - 1) | 24e Fulgini                                                     | Spectateurs : 33 544 Arbitrage : Tobias Stieler Arbitre vidéo : Bastian Dankert | Spectateurs : 33 544 Arbitrage : Tobias Stieler Arbitre vidéo : Bastian Dankert |
| 20 septembre 2023 21h00 CEST | Gudelj 37e · Ramos 70e · Ocampos 73e | Rapport | 14e Medina · 17e Sotoca · 18e Samba · 30e Fulgini · 90e Haïdara | Spectateurs : 33 544 Arbitrage : Tobias Stieler Arbitre vidéo : Bastian Dankert | Spectateurs : 33 544 Arbitrage : Tobias Stieler Arbitre vidéo : Bastian Dankert |

| 1re journée                  | Arsenal FC                                        | 4 - 0   | PSV Eindhoven                             | Arsenal Stadium, Londres                                                  |                                                                           |
| 20 septembre 2023 21h00 CEST | Saka 8e · Trossard 20e · Jesus 38e · Ødegaard 70e | (3 - 0) |                                           | Spectateurs : 58 860 Arbitrage : Felix Zwayer Arbitre vidéo : Marco Fritz | Spectateurs : 58 860 Arbitrage : Felix Zwayer Arbitre vidéo : Marco Fritz |
| 20 septembre 2023 21h00 CEST | White 43e                                         | Rapport | 48e Boscagli · 80e Tillman · 87e Schouten | Spectateurs : 58 860 Arbitrage : Felix Zwayer Arbitre vidéo : Marco Fritz | Spectateurs : 58 860 Arbitrage : Felix Zwayer Arbitre vidéo : Marco Fritz |

| 2e journée                | RC Lens                  | 2 - 1   | Arsenal FC | Stade Bollaert-Delelis, Lens                                              |                                                                           |
| 3 octobre 2023 21h00 CEST | Thomasson 25e · Wahi 69e | (1 - 1) | 14e Jesus  | Spectateurs : 37 040 Arbitrage : Marco Guida Arbitre vidéo : Paolo Valeri | Spectateurs : 37 040 Arbitrage : Marco Guida Arbitre vidéo : Paolo Valeri |
| 3 octobre 2023 21h00 CEST | Abdul Samed 90e          | Rapport | 90e Jesus  | Spectateurs : 37 040 Arbitrage : Marco Guida Arbitre vidéo : Paolo Valeri | Spectateurs : 37 040 Arbitrage : Marco Guida Arbitre vidéo : Paolo Valeri |

| 2e journée                | PSV Eindhoven                              | 2 - 2   | Séville FC                 | PSV Stadion, Eindhoven                                                              |                                                                                     |
| 3 octobre 2023 21h00 CEST | de Jong 86e (pen.) · Teze 90+5e            | (0 - 0) | 68e Gudelj · 87e En-Nesyri | Spectateurs : 34 206 Arbitrage : Daniele Orsato Arbitre vidéo : Massimiliano Irrati | Spectateurs : 34 206 Arbitrage : Daniele Orsato Arbitre vidéo : Massimiliano Irrati |
| 3 octobre 2023 21h00 CEST | Veerman 27e · Lozano 90+1e · de Jong 90+8e | Rapport | 36e Navas · 90+7e Badé     | Spectateurs : 34 206 Arbitrage : Daniele Orsato Arbitre vidéo : Massimiliano Irrati | Spectateurs : 34 206 Arbitrage : Daniele Orsato Arbitre vidéo : Massimiliano Irrati |

| 3e journée                 | Séville FC               | 1 - 2   | Arsenal FC                   | Stade Ramón Sánchez Pizjuán, Séville                                      |                                                                           |
| 24 octobre 2023 21h00 CEST | Gudelj 58e               | (0 - 1) | 45+3e Martinelli · 53e Jesus | Spectateurs : 39 595 Arbitrage : Glenn Nyberg Arbitre vidéo : Marco Fritz | Spectateurs : 39 595 Arbitrage : Glenn Nyberg Arbitre vidéo : Marco Fritz |
| 24 octobre 2023 21h00 CEST | Mariano 67e · Lamela 76e | Rapport | 68e Jorginho                 | Spectateurs : 39 595 Arbitrage : Glenn Nyberg Arbitre vidéo : Marco Fritz | Spectateurs : 39 595 Arbitrage : Glenn Nyberg Arbitre vidéo : Marco Fritz |

| 3e journée                 | RC Lens                                                      | 1 - 1   | PSV Eindhoven                           | Stade Bollaert-Delelis, Lens                                                |                                                                             |
| 24 octobre 2023 21h00 CEST | Wahi 65e                                                     | (0 - 0) | 54e Bakayoko                            | Spectateurs : 38 113 Arbitrage : Radu Petrescu Arbitre vidéo : Cătălin Popa | Spectateurs : 38 113 Arbitrage : Radu Petrescu Arbitre vidéo : Cătălin Popa |
| 24 octobre 2023 21h00 CEST | Mendy 52e · Abdul Samed 90+3e · Saïd 90+4e · Thomasson 90+4e | Rapport | 30e Ramalho · 70e Boscagli · 90+3e Pepi | Spectateurs : 38 113 Arbitrage : Radu Petrescu Arbitre vidéo : Cătălin Popa | Spectateurs : 38 113 Arbitrage : Radu Petrescu Arbitre vidéo : Cătălin Popa |

| 4e journée                 | Arsenal FC               | 2 - 0   | Séville FC                             | Arsenal Stadium, Londres                                                       |                                                                                |
| 8 novembre 2023 21h00 CEST | Trossard 29e · Saka 64e  | (1 - 0) |                                        | Spectateurs : 60 024 Arbitrage : István Kovács Arbitre vidéo : Bastian Dankert | Spectateurs : 60 024 Arbitrage : István Kovács Arbitre vidéo : Bastian Dankert |
| 8 novembre 2023 21h00 CEST | Zinchenko 81e · Rice 85e | Rapport | 66e Soumaré · 71e Juanlu · 77e Ocampos | Spectateurs : 60 024 Arbitrage : István Kovács Arbitre vidéo : Bastian Dankert | Spectateurs : 60 024 Arbitrage : István Kovács Arbitre vidéo : Bastian Dankert |

| 4e journée                 | PSV Eindhoven              | 1 - 0   | RC Lens                                                                                               | PSV Stadion, Eindhoven                                                            |                                                                                   |
| 8 novembre 2023 21h00 CEST | de Jong 12e                | (1 - 0) | | Spectateurs : 34 200 Arbitrage : Daniel Siebert Arbitre vidéo : Christian Dingert | Spectateurs : 34 200 Arbitrage : Daniel Siebert Arbitre vidéo : Christian Dingert |
| 8 novembre 2023 21h00 CEST | Lozano 38e · Ramalho 45+2e | Rapport | 42e Machado · 43e Danso · 45+1e Wahi · 45+1e Sotoca · 52e Gradit · 53e Medina · 82e, 90+2e Guilavogui | Spectateurs : 34 200 Arbitrage : Daniel Siebert Arbitre vidéo : Christian Dingert | Spectateurs : 34 200 Arbitrage : Daniel Siebert Arbitre vidéo : Christian Dingert |

| 5e journée                  | Séville FC                        | 2 - 3   | PSV Eindhoven                               | Stade Ramón Sánchez Pizjuán, Séville                                       |                                                                            |
| 29 novembre 2023 18h45 CEST | Ramos 24e · En-Nesyri 47e         | (1 - 0) | 68e Saibari · 82e (csc) Gudelj · 90+2e Pepi | Spectateurs : 29 403 Arbitrage : Davide Massa Arbitre vidéo : Paolo Valeri | Spectateurs : 29 403 Arbitrage : Davide Massa Arbitre vidéo : Paolo Valeri |
| 29 novembre 2023 18h45 CEST | Ocampos 63e, 66e · Fernando 90+8e | Rapport | 33e Lozano                                  | Spectateurs : 29 403 Arbitrage : Davide Massa Arbitre vidéo : Paolo Valeri | Spectateurs : 29 403 Arbitrage : Davide Massa Arbitre vidéo : Paolo Valeri |

| 5e journée                  | Arsenal FC                                                                                 | 6 - 0   | RC Lens                                | Arsenal Stadium, Londres                                                         |                                                                                  |
| 29 novembre 2023 21h00 CEST | Havertz 13e · Jesus 21e · Saka 23e · Martinelli 27e · Ødegaard 45+1e · Jorginho 86e (pen.) | (5 - 0) |                                        | Spectateurs : 59 987 Arbitrage : Artur Soares Dias Arbitre vidéo : Tiago Martins | Spectateurs : 59 987 Arbitrage : Artur Soares Dias Arbitre vidéo : Tiago Martins |
| 29 novembre 2023 21h00 CEST |                                                                                            | Rapport | 41e Mendy · 63e Khusanov · 64e Haïdara | Spectateurs : 59 987 Arbitrage : Artur Soares Dias Arbitre vidéo : Tiago Martins | Spectateurs : 59 987 Arbitrage : Artur Soares Dias Arbitre vidéo : Tiago Martins |

| 6e journée                  | RC Lens                                                 | 2 - 1   | Séville FC                                      | Stade Bollaert-Delelis, Lens                                                  |                                                                               |
| 12 décembre 2023 18h45 CEST | Frankowski 63e (pen.) · Fulgini 90+6e                   | (0 - 0) | 79e (pen.) Ramos                                | Spectateurs : 37 456 Arbitrage : Felix Zwayer Arbitre vidéo : Bastian Dankert | Spectateurs : 37 456 Arbitrage : Felix Zwayer Arbitre vidéo : Bastian Dankert |
| 12 décembre 2023 18h45 CEST | El Aynaoui 37e · Medina 75e · Fulgini 85e · Danso 90+9e | Rapport | 61e Soumaré · 65e Salas · 80e Ramos · 90+9e Mir | Spectateurs : 37 456 Arbitrage : Felix Zwayer Arbitre vidéo : Bastian Dankert | Spectateurs : 37 456 Arbitrage : Felix Zwayer Arbitre vidéo : Bastian Dankert |

| 6e journée                  | PSV Eindhoven | 1 - 1   | Arsenal FC  | PSV Stadion, Eindhoven                                                            |                                                                                   |
| 12 décembre 2023 18h45 CEST | Vertessen 50e | (0 - 1) | 42e Nketiah | Spectateurs : 35 000 Arbitrage : Tobias Stieler Arbitre vidéo : Christian Dingert | Spectateurs : 35 000 Arbitrage : Tobias Stieler Arbitre vidéo : Christian Dingert |
| 12 décembre 2023 18h45 CEST | Rapport       |         |             | Spectateurs : 35 000 Arbitrage : Tobias Stieler Arbitre vidéo : Christian Dingert | Spectateurs : 35 000 Arbitrage : Tobias Stieler Arbitre vidéo : Christian Dingert |

#### Groupe C
| Rang | Équipe       | Pts | J | G | N | P | Bp | Bc | Diff |  | Résultats (▼ dom., ► ext.) |     |     |     |     |
| ---- | ------------ | --- | - | - | - | - | -- | -- | ---- |  | -------------------------- | --- | --- | --- | --- |
| 1    | Real Madrid  | 18  | 6 | 6 | 0 | 0 | 16 | 7  | +9   |  | Real Madrid                |     | 4-2 | 3-0 | 1-0 |
| 2    | SSC Naples   | 10  | 6 | 3 | 1 | 2 | 10 | 9  | +1   |  | SSC Naples                 | 2-3 |     | 2-0 | 1-1 |
| 3    | SC Braga     | 4   | 6 | 1 | 1 | 4 | 6  | 12 | -6   |  | SC Braga                   | 1-2 | 1-2 |     | 1-1 |
| 4    | Union Berlin | 2   | 6 | 0 | 2 | 4 | 6  | 10 | -4   |  | Union Berlin               | 2-3 | 0-1 | 2-3 |     |

| 1re journée                  | Real Madrid      | 1 - 0   | Union Berlin | Stade Santiago-Bernabéu, Madrid                                                  |                                                                                  |
| 20 septembre 2023 18h45 CEST | Bellingham 90+4e | (0 - 0) |              | Spectateurs : 65 270 Arbitrage : Espen Eskås Arbitre vidéo : Massimiliano Irrati | Spectateurs : 65 270 Arbitrage : Espen Eskås Arbitre vidéo : Massimiliano Irrati |
| 20 septembre 2023 18h45 CEST | Tchouaméni 37e   | Rapport | 1e Tousart   | Spectateurs : 65 270 Arbitrage : Espen Eskås Arbitre vidéo : Massimiliano Irrati | Spectateurs : 65 270 Arbitrage : Espen Eskås Arbitre vidéo : Massimiliano Irrati |

| 1re journée                  | SC Braga                          | 1 - 2   | SSC Naples                                                                            | Stade municipal, Braga                                                          |                                                                                 |
| 20 septembre 2023 21h00 CEST | Bruma 84e                         | (0 - 1) | 45+1e Di Lorenzo · 88e (csc) Niakaté                                                  | Spectateurs : 18 422 Arbitrage : Serdar Gözübüyük Arbitre vidéo : Dennis Higler | Spectateurs : 18 422 Arbitrage : Serdar Gözübüyük Arbitre vidéo : Dennis Higler |
| 20 septembre 2023 21h00 CEST | Djaló 45e · Fonte 55e · Borja 66e | Rapport | 19e Anguissa · 41e Osimhen · 56e Politano · 79e Raspadori · 86e Olivera · 90+3e Jesus | Spectateurs : 18 422 Arbitrage : Serdar Gözübüyük Arbitre vidéo : Dennis Higler | Spectateurs : 18 422 Arbitrage : Serdar Gözübüyük Arbitre vidéo : Dennis Higler |

| 2e journée                | Union Berlin                              | 2 - 3   | SC Braga                               | Stade olympique, Berlin                                                      |                                                                              |
| 3 octobre 2023 18h45 CEST | Becker 30e 37e                            | (2 - 1) | 41e Niakaté · 51e Bruma · 90+4e Castro | Spectateurs : 73 445 Arbitrage : Srdjan Jovanović Arbitre vidéo : Ivan Bebek | Spectateurs : 73 445 Arbitrage : Srdjan Jovanović Arbitre vidéo : Ivan Bebek |
| 3 octobre 2023 18h45 CEST | Bonucci 13e · Leite 54e · Juranović 90+4e | Rapport | 13e Horta · 46e Banza · 72e Zalazar    | Spectateurs : 73 445 Arbitrage : Srdjan Jovanović Arbitre vidéo : Ivan Bebek | Spectateurs : 73 445 Arbitrage : Srdjan Jovanović Arbitre vidéo : Ivan Bebek |

| 2e journée                | SSC Naples                          | 2 - 3   | Real Madrid                                     | Stade Diego Armando Maradona, Naples                                           |                                                                                |
| 3 octobre 2023 21h00 CEST | Østigård 19e · Zieliński 54e (pen.) | (1 - 2) | 27e Vinícius · 34e Bellingham · 78e (csc) Meret | Spectateurs : 51 649 Arbitrage : Clément Turpin Arbitre vidéo : Jérôme Brisard | Spectateurs : 51 649 Arbitrage : Clément Turpin Arbitre vidéo : Jérôme Brisard |
| 3 octobre 2023 21h00 CEST | Natan 45e                           | Rapport | 29e Camavinga · 70e Bellingham                  | Spectateurs : 51 649 Arbitrage : Clément Turpin Arbitre vidéo : Jérôme Brisard | Spectateurs : 51 649 Arbitrage : Clément Turpin Arbitre vidéo : Jérôme Brisard |

| 3e journée                 | SC Braga  | 1 - 2   | Real Madrid                  | Stade municipal, Braga                                                         |                                                                                |
| 24 octobre 2023 21h00 CEST | Djaló 63e | (0 - 1) | 16e Rodrygo · 61e Bellingham | Spectateurs : 29 820 Arbitrage : Michael Oliver Arbitre vidéo : Stuart Attwell | Spectateurs : 29 820 Arbitrage : Michael Oliver Arbitre vidéo : Stuart Attwell |
| 24 octobre 2023 21h00 CEST |           | Rapport | 72e Camavinga · 90+3e Nacho  | Spectateurs : 29 820 Arbitrage : Michael Oliver Arbitre vidéo : Stuart Attwell | Spectateurs : 29 820 Arbitrage : Michael Oliver Arbitre vidéo : Stuart Attwell |

| 3e journée                 | Union Berlin                           | 0 - 1   | SSC Naples    | Stade olympique, Berlin                                                      |                                                                              |
| 24 octobre 2023 21h00 CEST |                                        | (0 - 0) | 65e Raspadori | Spectateurs : 72 062 Arbitrage : Irfan Peljto Arbitre vidéo : Pol van Boekel | Spectateurs : 72 062 Arbitrage : Irfan Peljto Arbitre vidéo : Pol van Boekel |
| 24 octobre 2023 21h00 CEST | Trimmel 10e · Gosens 51e · Haberer 53e | Rapport | 17e Rrahmani  | Spectateurs : 72 062 Arbitrage : Irfan Peljto Arbitre vidéo : Pol van Boekel | Spectateurs : 72 062 Arbitrage : Irfan Peljto Arbitre vidéo : Pol van Boekel |

| 4e journée                 | SSC Naples   | 1 - 1   | Union Berlin                            | Stade Diego Armando Maradona, Naples                                         |                                                                              |
| 8 novembre 2023 18h45 CEST | Politano 39e | (1 - 0) | 52e Fofana                              | Spectateurs : 42 449 Arbitrage : Danny Makkelie Arbitre vidéo : Clay Ruperti | Spectateurs : 42 449 Arbitrage : Danny Makkelie Arbitre vidéo : Clay Ruperti |
| 8 novembre 2023 18h45 CEST | Simeone 89e  | Rapport | 41e Bonucci · 66e Jaeckel · 75e Tousart | Spectateurs : 42 449 Arbitrage : Danny Makkelie Arbitre vidéo : Clay Ruperti | Spectateurs : 42 449 Arbitrage : Danny Makkelie Arbitre vidéo : Clay Ruperti |

| 4e journée                 | Real Madrid                           | 3 - 0   | SC Braga | Stade Santiago-Bernabéu, Madrid                                                       |                                                                                       |
| 8 novembre 2023 21h00 CEST | Díaz 27e · Vinícius 58e · Rodrygo 61e | (1 - 0) |          | Spectateurs : 68 509 Arbitrage : Halil Umut Meler Arbitre vidéo : Massimiliano Irrati | Spectateurs : 68 509 Arbitrage : Halil Umut Meler Arbitre vidéo : Massimiliano Irrati |
| 8 novembre 2023 21h00 CEST | Vázquez 4e                            | Rapport |          | Spectateurs : 68 509 Arbitrage : Halil Umut Meler Arbitre vidéo : Massimiliano Irrati | Spectateurs : 68 509 Arbitrage : Halil Umut Meler Arbitre vidéo : Massimiliano Irrati |

| 5e journée                  | Real Madrid                                           | 4 - 2   | SSC Naples                  | Stade Santiago-Bernabéu, Madrid                                                   |                                                                                   |
| 29 novembre 2023 21h00 CEST | Rodrygo 11e · Bellingham 22e · Paz 84e · Joselu 90+4e | (2 - 1) | 9e Simeone · 47e Anguissa   | Spectateurs : 73 562 Arbitrage : François Letexier Arbitre vidéo : Jérôme Brisard | Spectateurs : 73 562 Arbitrage : François Letexier Arbitre vidéo : Jérôme Brisard |
| 29 novembre 2023 21h00 CEST |                                                       | Rapport | 49e Zieliński · 90e Cajuste | Spectateurs : 73 562 Arbitrage : François Letexier Arbitre vidéo : Jérôme Brisard | Spectateurs : 73 562 Arbitrage : François Letexier Arbitre vidéo : Jérôme Brisard |

| 5e journée                  | SC Braga                                | 1 - 1   | Union Berlin                          | Stade municipal, Braga                                                        |                                                                               |
| 29 novembre 2023 21h00 CEST | Djaló 51e                               | (0 - 1) | 42e Gosens                            | Spectateurs : 15 855 Arbitrage : Clément Turpin Arbitre vidéo : Willy Delajod | Spectateurs : 15 855 Arbitrage : Clément Turpin Arbitre vidéo : Willy Delajod |
| 29 novembre 2023 21h00 CEST | Niakaté 30e · Gómez 33e · Zalazar 45+1e | Rapport | 3e Knoche · 39e Tousart · 54e Khedira | Spectateurs : 15 855 Arbitrage : Clément Turpin Arbitre vidéo : Willy Delajod | Spectateurs : 15 855 Arbitrage : Clément Turpin Arbitre vidéo : Willy Delajod |

| 6e journée                  | SSC Naples                    | 2 - 0   | SC Braga               | Stade Diego Armando Maradona, Naples                                           |                                                                                |
| 12 décembre 2023 21h00 CEST | Saatçı 9e (csc) · Osimhen 33e | (2 - 0) |                        | Spectateurs : 37 841 Arbitrage : Slavko Vinčić Arbitre vidéo : Nejc Kajtazovic | Spectateurs : 37 841 Arbitrage : Slavko Vinčić Arbitre vidéo : Nejc Kajtazovic |
| 12 décembre 2023 21h00 CEST |                               | Rapport | 19e Banza · 83e Mendes | Spectateurs : 37 841 Arbitrage : Slavko Vinčić Arbitre vidéo : Nejc Kajtazovic | Spectateurs : 37 841 Arbitrage : Slavko Vinčić Arbitre vidéo : Nejc Kajtazovic |

| 6e journée                  | Union Berlin               | 2 - 3   | Real Madrid                   | Stade olympique, Berlin                                                        |                                                                                |
| 12 décembre 2023 21h00 CEST | Volland 45+1e · Král 85e   | (1 - 0) | 61e 72e Joselu · 89e Ceballos | Spectateurs : 73 420 Arbitrage : Rade Obrenovič Arbitre vidéo : Stuart Attwell | Spectateurs : 73 420 Arbitrage : Rade Obrenovič Arbitre vidéo : Stuart Attwell |
| 12 décembre 2023 21h00 CEST | Khedira 35e · Laïdouni 76e | Rapport | 35e Bellingham · 55e Alaba    | Spectateurs : 73 420 Arbitrage : Rade Obrenovič Arbitre vidéo : Stuart Attwell | Spectateurs : 73 420 Arbitrage : Rade Obrenovič Arbitre vidéo : Stuart Attwell |

#### Groupe D
| Rang | Équipe        | Pts | J | G | N | P | Bp | Bc | Diff |  | Résultats (▼ dom., ► ext.) |     |     |     |     |
| ---- | ------------- | --- | - | - | - | - | -- | -- | ---- |  | -------------------------- | --- | --- | --- | --- |
| 1    | Real Sociedad | 12  | 6 | 3 | 3 | 0 | 7  | 2  | +5   |  | Real Sociedad              |     | 1-1 | 3-1 | 0-0 |
| 2    | Inter Milan   | 12  | 6 | 3 | 3 | 0 | 8  | 5  | +3   |  | Inter Milan                | 0-0 |     | 1-0 | 2-1 |
| 3    | SL Benfica    | 4   | 6 | 1 | 1 | 4 | 7  | 11 | -4   |  | SL Benfica                 | 0-1 | 3-3 |     | 0-2 |
| 4    | RB Salzbourg  | 4   | 6 | 1 | 1 | 4 | 4  | 8  | -4   |  | RB Salzbourg               | 0-2 | 0-1 | 1-3 |     |

| 1re journée                  | Real Sociedad                            | 1 - 1   | Inter Milan                                 | Stade d'Anoeta, Saint-Sébastien                                                |                                                                                |
| 20 septembre 2023 21h00 CEST | Méndez 4e                                | (1 - 0) | 87e Martínez                                | Spectateurs : 36 591 Arbitrage : Michael Oliver Arbitre vidéo : Stuart Attwell | Spectateurs : 36 591 Arbitrage : Michael Oliver Arbitre vidéo : Stuart Attwell |
| 20 septembre 2023 21h00 CEST | Merino 71e · Traoré 88e · Zubeldia 90+6e | Rapport | 13e Asllani · 60e Mkhitaryan · 70e Frattesi | Spectateurs : 36 591 Arbitrage : Michael Oliver Arbitre vidéo : Stuart Attwell | Spectateurs : 36 591 Arbitrage : Michael Oliver Arbitre vidéo : Stuart Attwell |

| 1re journée                  | SL Benfica                                               | 0 - 2   | RB Salzbourg                                             | Estádio da Luz, Lisbonne                                                       |                                                                                |
| 20 septembre 2023 21h00 CEST |                                                          | (0 - 1) | 15e (pen.) Šimić · 51e Gloukh                            | Spectateurs : 60 917 Arbitrage : Halil Umut Meler Arbitre vidéo : Alper Ulusoy | Spectateurs : 60 917 Arbitrage : Halil Umut Meler Arbitre vidéo : Alper Ulusoy |
| 20 septembre 2023 21h00 CEST | Troubine 2e · A. Silva 13e · R. Silva 54e · Otamendi 69e | Rapport | 21e Gourna-Douath · 58e Baidoo · 67e Šimić · 90+1e Koïta | Spectateurs : 60 917 Arbitrage : Halil Umut Meler Arbitre vidéo : Alper Ulusoy | Spectateurs : 60 917 Arbitrage : Halil Umut Meler Arbitre vidéo : Alper Ulusoy |

| 2e journée                | RB Salzbourg                          | 0 - 2   | Real Sociedad               | Stadion Salzburg, Salzbourg                                                            |                                                                                        |
| 3 octobre 2023 18h45 CEST |                                       | (0 - 2) | 7e Oyarzabal · 27e Méndez   | Spectateurs : 28 227 Arbitrage : Bartosz Frankowski Arbitre vidéo : Tomasz Kwiatkowski | Spectateurs : 28 227 Arbitrage : Bartosz Frankowski Arbitre vidéo : Tomasz Kwiatkowski |
| 3 octobre 2023 18h45 CEST | Solet 41e · Pavlović 76e · Baidoo 88e | Rapport | 15e Le Normand · 59e Méndez | Spectateurs : 28 227 Arbitrage : Bartosz Frankowski Arbitre vidéo : Tomasz Kwiatkowski | Spectateurs : 28 227 Arbitrage : Bartosz Frankowski Arbitre vidéo : Tomasz Kwiatkowski |

| 2e journée                | Inter Milan                                               | 1 - 0   | SL Benfica | Stade Giuseppe-Meazza, Milan                                                  |                                                                               |
| 3 octobre 2023 21h00 CEST | Thuram 62e                                                | (0 - 0) |            | Spectateurs : 66 573 Arbitrage : Danny Makkelie Arbitre vidéo : Rob Dieperink | Spectateurs : 66 573 Arbitrage : Danny Makkelie Arbitre vidéo : Rob Dieperink |
| 3 octobre 2023 21h00 CEST | Martínez 67e · Barella 68e · Dumfries 70e · Asllani 90+5e | Rapport |            | Spectateurs : 66 573 Arbitrage : Danny Makkelie Arbitre vidéo : Rob Dieperink | Spectateurs : 66 573 Arbitrage : Danny Makkelie Arbitre vidéo : Rob Dieperink |

| 3e journée                 | Inter Milan                         | 2 - 1   | RB Salzbourg                  | Stade Giuseppe-Meazza, Milan                                                      |                                                                                   |
| 24 octobre 2023 18h45 CEST | Sánchez 19e · Çalhanoğlu 64e (pen.) | (1 - 0) | 57e Gloukh                    | Spectateurs : 71 825 Arbitrage : François Letexier Arbitre vidéo : Jérôme Brisard | Spectateurs : 71 825 Arbitrage : François Letexier Arbitre vidéo : Jérôme Brisard |
| 24 octobre 2023 18h45 CEST | Mkhitaryan 28e                      | Rapport | 23e Šimić · 29e Gourna-Douath | Spectateurs : 71 825 Arbitrage : François Letexier Arbitre vidéo : Jérôme Brisard | Spectateurs : 71 825 Arbitrage : François Letexier Arbitre vidéo : Jérôme Brisard |

| 3e journée                 | SL Benfica | 0 - 1   | Real Sociedad              | Estádio da Luz, Lisbonne                                                      |                                                                               |
| 24 octobre 2023 21h00 CEST |            | (0 - 0) | 63e Méndez                 | Spectateurs : 56 002 Arbitrage : Clément Turpin Arbitre vidéo : Willy Delajod | Spectateurs : 56 002 Arbitrage : Clément Turpin Arbitre vidéo : Willy Delajod |
| 24 octobre 2023 21h00 CEST | Bernat 77e | Rapport | 71e Elustondo · 75e Merino | Spectateurs : 56 002 Arbitrage : Clément Turpin Arbitre vidéo : Willy Delajod | Spectateurs : 56 002 Arbitrage : Clément Turpin Arbitre vidéo : Willy Delajod |

| 4e journée                 | Real Sociedad                               | 3 - 1   | SL Benfica   | Stade d'Anoeta, Saint-Sébastien                                                |                                                                                |
| 8 novembre 2023 18h45 CEST | Merino 6e · Oyarzabal 11e · Barrenetxea 21e | (3 - 0) | 49e R. Silva | Spectateurs : 36 815 Arbitrage : Anthony Taylor Arbitre vidéo : Stuart Attwell | Spectateurs : 36 815 Arbitrage : Anthony Taylor Arbitre vidéo : Stuart Attwell |
| 8 novembre 2023 18h45 CEST | Barrenetxea 62e · Fernández 86e             | Rapport | 20e Luís     | Spectateurs : 36 815 Arbitrage : Anthony Taylor Arbitre vidéo : Stuart Attwell | Spectateurs : 36 815 Arbitrage : Anthony Taylor Arbitre vidéo : Stuart Attwell |

| 4e journée                 | RB Salzbourg              | 0 - 1   | Inter Milan                  | Stadion Salzburg, Salzbourg                                                     |                                                                                 |
| 8 novembre 2023 21h00 CEST |                           | (0 - 0) | 85e (pen.) Martínez          | Spectateurs : 30 071 Arbitrage : Serdar Gözübüyük Arbitre vidéo : Dennis Higler | Spectateurs : 30 071 Arbitrage : Serdar Gözübüyük Arbitre vidéo : Dennis Higler |
| 8 novembre 2023 21h00 CEST | Pavlović 51e · Gloukh 75e | Rapport | 27e Bisseck · 49e Çalhanoğlu | Spectateurs : 30 071 Arbitrage : Serdar Gözübüyük Arbitre vidéo : Dennis Higler | Spectateurs : 30 071 Arbitrage : Serdar Gözübüyük Arbitre vidéo : Dennis Higler |

| 5e journée                  | SL Benfica                                 | 3 - 3   | Inter Milan                                        | Estádio da Luz, Lisbonne                                                     |                                                                              |
| 29 novembre 2023 21h00 CEST | João Mário 5e 13e 34e                      | (3 - 0) | 51e Arnautović · 58e Frattesi · 72e (pen.) Sánchez | Spectateurs : 52 944 Arbitrage : Andris Treimanis Arbitre vidéo : Ivan Bebek | Spectateurs : 52 944 Arbitrage : Andris Treimanis Arbitre vidéo : Ivan Bebek |
| 29 novembre 2023 21h00 CEST | João Mário 72e · Morato 78e · A. Silva 84e | Rapport | 76e Cuadrado                                       | Spectateurs : 52 944 Arbitrage : Andris Treimanis Arbitre vidéo : Ivan Bebek | Spectateurs : 52 944 Arbitrage : Andris Treimanis Arbitre vidéo : Ivan Bebek |

| 5e journée                  | Real Sociedad | 0 - 0   | RB Salzbourg | Stade d'Anoeta, Saint-Sébastien                                             |                                                                             |
| 29 novembre 2023 21h00 CEST |               | (0 - 0) |              | Spectateurs : 34 419 Arbitrage : Mykola Balakin Arbitre vidéo : Marco Fritz | Spectateurs : 34 419 Arbitrage : Mykola Balakin Arbitre vidéo : Marco Fritz |
| 29 novembre 2023 21h00 CEST | Elustondo 38e | Rapport | 90+1e Dedić  | Spectateurs : 34 419 Arbitrage : Mykola Balakin Arbitre vidéo : Marco Fritz | Spectateurs : 34 419 Arbitrage : Mykola Balakin Arbitre vidéo : Marco Fritz |

| 6e journée                  | Inter Milan  | 0 - 0   | Real Sociedad                                           | Stade Giuseppe-Meazza, Milan                                               |                                                                            |
| 12 décembre 2023 21h00 CEST |              | (0 - 0) |                                                         | Spectateurs : 69 010 Arbitrage : Sandro Schärer Arbitre vidéo : Fedayi San | Spectateurs : 69 010 Arbitrage : Sandro Schärer Arbitre vidéo : Fedayi San |
| 12 décembre 2023 21h00 CEST | Martínez 75e | Rapport | 21e Zubeldia · 44e Zakharyan · 76e Kubo · 85e Elustondo | Spectateurs : 69 010 Arbitrage : Sandro Schärer Arbitre vidéo : Fedayi San | Spectateurs : 69 010 Arbitrage : Sandro Schärer Arbitre vidéo : Fedayi San |

| 6e journée                  | RB Salzbourg                                               | 1 - 3   | SL Benfica                                   | Stadion Salzburg, Salzbourg                                                 |                                                                             |
| 12 décembre 2023 21h00 CEST | Sučić 57e                                                  | (0 - 2) | 32e Di María · 45+1e R. Silva · 90+3e Cabral | Spectateurs : 27 134 Arbitrage : Daniel Siebert Arbitre vidéo : Marco Fritz | Spectateurs : 27 134 Arbitrage : Daniel Siebert Arbitre vidéo : Marco Fritz |
| 12 décembre 2023 21h00 CEST | Gourna-Douath 10e · Ratkov 51e · Kameri 82e · Schlager 90e | Rapport | 45+4e Morato · 72e Musa                      | Spectateurs : 27 134 Arbitrage : Daniel Siebert Arbitre vidéo : Marco Fritz | Spectateurs : 27 134 Arbitrage : Daniel Siebert Arbitre vidéo : Marco Fritz |

#### Groupe E
| Rang | Équipe              | Pts | J | G | N | P | Bp | Bc | Diff |  | Résultats (▼ dom., ► ext.) |     |     |     |     |
| ---- | ------------------- | --- | - | - | - | - | -- | -- | ---- |  | -------------------------- | --- | --- | --- | --- |
| 1    | Atlético de Madrid  | 14  | 6 | 4 | 2 | 0 | 17 | 6  | +11  |  | Atlético de Madrid         |     | 2-0 | 3-2 | 6-0 |
| 2    | SS Lazio            | 10  | 6 | 3 | 1 | 2 | 7  | 7  | 0    |  | SS Lazio                   | 1-1 |     | 1-0 | 2-0 |
| 3    | Feyenoord Rotterdam | 6   | 6 | 2 | 0 | 4 | 9  | 10 | -1   |  | Feyenoord Rotterdam        | 1-3 | 3-1 |     | 2-0 |
| 4    | Celtic FC           | 4   | 6 | 1 | 1 | 4 | 5  | 15 | -10  |  | Celtic FC                  | 2-2 | 1-2 | 2-1 |     |

| 1re journée                  | Feyenoord Rotterdam            | 2 - 0   | Celtic FC                                      | Stade Feijenoord, Rotterdam                                              |                                                                          |
| 19 septembre 2023 21h00 CEST | Stengs 45+2e · Jahanbakhsh 76e | (1 - 0) |                                                | Spectateurs : 44 008 Arbitrage : Irfan Peljto Arbitre vidéo : Ivan Bebek | Spectateurs : 44 008 Arbitrage : Irfan Peljto Arbitre vidéo : Ivan Bebek |
| 19 septembre 2023 21h00 CEST | Timber 56e                     | Rapport | 31e, 63e Lagerbielke · 36e McGregor · 68e Holm | Spectateurs : 44 008 Arbitrage : Irfan Peljto Arbitre vidéo : Ivan Bebek | Spectateurs : 44 008 Arbitrage : Irfan Peljto Arbitre vidéo : Ivan Bebek |

| 1re journée                  | SS Lazio                  | 1 - 1   | Atlético de Madrid                      | Stade olympique, Rome                                                          |                                                                                |
| 19 septembre 2023 21h00 CEST | Provedel 90+5e            | (0 - 1) | 29e Barrios                             | Spectateurs : 46 168 Arbitrage : Slavko Vinčić Arbitre vidéo : Nejc Kajtazovic | Spectateurs : 46 168 Arbitrage : Slavko Vinčić Arbitre vidéo : Nejc Kajtazovic |
| 19 septembre 2023 21h00 CEST | Patric 83e · Immobile 84e | Rapport | 26e Griezmann · 67e Lino · 90+4e Correa | Spectateurs : 46 168 Arbitrage : Slavko Vinčić Arbitre vidéo : Nejc Kajtazovic | Spectateurs : 46 168 Arbitrage : Slavko Vinčić Arbitre vidéo : Nejc Kajtazovic |

| 2e journée                | Atlético de Madrid                                   | 3 - 2   | Feyenoord Rotterdam           | Estadio Metropolitano, Madrid                                                          |                                                                                        |
| 4 octobre 2023 18h45 CEST | Morata 12e 47e · Griezmann 45+4e                     | (2 - 2) | 7e (csc) Hermoso · 34e Hancko | Spectateurs : 61 742 Arbitrage : François Letexier Arbitre vidéo : Massimiliano Irrati | Spectateurs : 61 742 Arbitrage : François Letexier Arbitre vidéo : Massimiliano Irrati |
| 4 octobre 2023 18h45 CEST | Azpilicueta 33e · Saúl 41e · Morata 45+1e · Lino 56e | Rapport | 53e Stengs                    | Spectateurs : 61 742 Arbitrage : François Letexier Arbitre vidéo : Massimiliano Irrati | Spectateurs : 61 742 Arbitrage : François Letexier Arbitre vidéo : Massimiliano Irrati |

| 2e journée                | Celtic FC                  | 1 - 2   | SS Lazio                                     | Celtic Park, Glasgow                                                                  |                                                                                       |
| 4 octobre 2023 21h00 CEST | Furuhashi 12e              | (1 - 1) | 29e Vecino · 90+5e Pedro                     | Spectateurs : 56 063 Arbitrage : Donatas Rumšas Arbitre vidéo : Juan Martínez Munuera | Spectateurs : 56 063 Arbitrage : Donatas Rumšas Arbitre vidéo : Juan Martínez Munuera |
| 4 octobre 2023 21h00 CEST | Phillips 45+2e · Palma 82e | Rapport | 61e Alberto · 74e Castellanos · 90+3e Vecino | Spectateurs : 56 063 Arbitrage : Donatas Rumšas Arbitre vidéo : Juan Martínez Munuera | Spectateurs : 56 063 Arbitrage : Donatas Rumšas Arbitre vidéo : Juan Martínez Munuera |

| 3e journée                 | Feyenoord Rotterdam                                                      | 3 - 1   | SS Lazio                                                                                                   | Stade Feijenoord, Rotterdam                                                     |                                                                                 |
| 25 octobre 2023 18h45 CEST | Giménez 31e 74e · Zerrouki 45+2e                                         | (2 - 0) | 83e (pen.) Pedro                                                                                           | Spectateurs : 44 031 Arbitrage : Tobias Stieler Arbitre vidéo : Bastian Dankert | Spectateurs : 44 031 Arbitrage : Tobias Stieler Arbitre vidéo : Bastian Dankert |
| 25 octobre 2023 18h45 CEST | Nieuwkoop 30e · Giménez 44e · López 48e · Hartman 58e · Geertruida 90+5e | Rapport | 28e Rovella · 45+1e Casale · 61e Romagnoli · 65e Vecino · 87e Zaccagni · 90e Guendouzi · 90+5e Castellanos | Spectateurs : 44 031 Arbitrage : Tobias Stieler Arbitre vidéo : Bastian Dankert | Spectateurs : 44 031 Arbitrage : Tobias Stieler Arbitre vidéo : Bastian Dankert |

| 3e journée                 | Celtic FC                                   | 2 - 2   | Atlético de Madrid                                      | Celtic Park, Glasgow                                                            |                                                                                 |
| 25 octobre 2023 21h00 CEST | Furuhashi 4e · Palma 28e                    | (2 - 1) | 25e Griezmann · 53e Morata                              | Spectateurs : 55 844 Arbitrage : Felix Zwayer Arbitre vidéo : Christian Dingert | Spectateurs : 55 844 Arbitrage : Felix Zwayer Arbitre vidéo : Christian Dingert |
| 25 octobre 2023 21h00 CEST | Carter-Vickers 30e · Palma 51e · Taylor 59e | Rapport | 34e, 82e De Paul · 38e Galán · 45+4e Molina · 82e Savić | Spectateurs : 55 844 Arbitrage : Felix Zwayer Arbitre vidéo : Christian Dingert | Spectateurs : 55 844 Arbitrage : Felix Zwayer Arbitre vidéo : Christian Dingert |

| 4e journée                 | Atlético de Madrid                                        | 6 - 0   | Celtic FC             | Estadio Metropolitano, Madrid                                                |                                                                              |
| 7 novembre 2023 21h00 CEST | Griezmann 6e 60e · Morata 45+2e 76e · Lino 66e · Saúl 84e | (2 - 0) |                       | Spectateurs : 60 863 Arbitrage : Ivan Kružliak Arbitre vidéo : Dennis Higler | Spectateurs : 60 863 Arbitrage : Ivan Kružliak Arbitre vidéo : Dennis Higler |
| 7 novembre 2023 21h00 CEST | Söyüncü 90e                                               | Rapport | 23e Maeda · 36e Palma | Spectateurs : 60 863 Arbitrage : Ivan Kružliak Arbitre vidéo : Dennis Higler | Spectateurs : 60 863 Arbitrage : Ivan Kružliak Arbitre vidéo : Dennis Higler |

| 4e journée                 | SS Lazio                   | 1 - 0   | Feyenoord Rotterdam                       | Stade olympique, Rome                                                                |                                                                                      |
| 7 novembre 2023 21h00 CEST | Immobile 45+1e             | (1 - 0) |                                           | Spectateurs : 36 612 Arbitrage : Szymon Marciniak Arbitre vidéo : Tomasz Kwiatkowski | Spectateurs : 36 612 Arbitrage : Szymon Marciniak Arbitre vidéo : Tomasz Kwiatkowski |
| 7 novembre 2023 21h00 CEST | Vecino 68e · Rovella 90+6e | Rapport | 1e Nieuwkoop · 70e Zerrouki · 77e Wieffer | Spectateurs : 36 612 Arbitrage : Szymon Marciniak Arbitre vidéo : Tomasz Kwiatkowski | Spectateurs : 36 612 Arbitrage : Szymon Marciniak Arbitre vidéo : Tomasz Kwiatkowski |

| 5e journée                  | SS Lazio                               | 2 - 0   | Celtic FC                                          | Stade olympique, Rome                                                          |                                                                                |
| 28 novembre 2023 18h45 CEST | Immobile 82e 85e                       | (0 - 0) |                                                    | Spectateurs : 50 555 Arbitrage : Halil Umut Meler Arbitre vidéo : Alper Ulusoy | Spectateurs : 50 555 Arbitrage : Halil Umut Meler Arbitre vidéo : Alper Ulusoy |
| 28 novembre 2023 18h45 CEST | Rovella 50e · Pedro 89e · Patric 90+3e | Rapport | 27e Taylor · 35e Johnston · 71e O'Riley · 78e Yang | Spectateurs : 50 555 Arbitrage : Halil Umut Meler Arbitre vidéo : Alper Ulusoy | Spectateurs : 50 555 Arbitrage : Halil Umut Meler Arbitre vidéo : Alper Ulusoy |

| 5e journée                  | Feyenoord Rotterdam | 1 - 3   | Atlético de Madrid                                     | Stade Feijenoord, Rotterdam                                                    |                                                                                |
| 28 novembre 2023 21h00 CEST | Wieffer 77e         | (0 - 1) | 14e (csc) Geertruida · 57e Hermoso · 81e (csc) Giménez | Spectateurs : 43 992 Arbitrage : Anthony Taylor Arbitre vidéo : Stuart Attwell | Spectateurs : 43 992 Arbitrage : Anthony Taylor Arbitre vidéo : Stuart Attwell |
| 28 novembre 2023 21h00 CEST | Rapport             |         |                                                        | Spectateurs : 43 992 Arbitrage : Anthony Taylor Arbitre vidéo : Stuart Attwell | Spectateurs : 43 992 Arbitrage : Anthony Taylor Arbitre vidéo : Stuart Attwell |

| 6e journée                  | Atlético de Madrid      | 2 - 0   | SS Lazio               | Estadio Metropolitano, Madrid                                                 |                                                                               |
| 13 décembre 2023 21h00 CEST | Griezmann 6e · Lino 51e | (1 - 0) |                        | Spectateurs : 63 574 Arbitrage : Serdar Gözübüyük Arbitre vidéo : Marco Fritz | Spectateurs : 63 574 Arbitrage : Serdar Gözübüyük Arbitre vidéo : Marco Fritz |
| 13 décembre 2023 21h00 CEST | Giménez 45+2e           | Rapport | 8e Pedro · 47e Marušić | Spectateurs : 63 574 Arbitrage : Serdar Gözübüyük Arbitre vidéo : Marco Fritz | Spectateurs : 63 574 Arbitrage : Serdar Gözübüyük Arbitre vidéo : Marco Fritz |

| 6e journée                  | Celtic FC                            | 2 - 1   | Feyenoord Rotterdam                                    | Celtic Park, Glasgow                                                          |                                                                               |
| 13 décembre 2023 21h00 CEST | Palma 33e (pen.) · Lagerbielke 90+1e | (1 - 0) | 82e Minteh                                             | Spectateurs : 56 391 Arbitrage : Benoît Bastien Arbitre vidéo : Benoît Millot | Spectateurs : 56 391 Arbitrage : Benoît Bastien Arbitre vidéo : Benoît Millot |
| 13 décembre 2023 21h00 CEST | Johnston 22e · Taylor 45+1e          | Rapport | 31e Zerrouki · 44e Timber · 61e Minteh · 90+7e Wieffer | Spectateurs : 56 391 Arbitrage : Benoît Bastien Arbitre vidéo : Benoît Millot | Spectateurs : 56 391 Arbitrage : Benoît Bastien Arbitre vidéo : Benoît Millot |

#### Groupe F
| Rang | Équipe              | Pts | J | G | N | P | Bp | Bc | Diff |  | Résultats (▼ dom., ► ext.) |     |     |     |     |
| ---- | ------------------- | --- | - | - | - | - | -- | -- | ---- |  | -------------------------- | --- | --- | --- | --- |
| 1    | Borussia Dortmund   | 11  | 6 | 3 | 2 | 1 | 7  | 4  | +3   |  | Borussia Dortmund          |     | 1-1 | 0-0 | 2-0 |
| 2    | Paris Saint-Germain | 8   | 6 | 2 | 2 | 2 | 9  | 8  | +1   |  | Paris Saint-Germain        | 2-0 |     | 3-0 | 1-1 |
| 3    | AC Milan            | 8   | 6 | 2 | 2 | 2 | 5  | 8  | -3   |  | AC Milan                   | 1-3 | 2-1 |     | 0-0 |
| 4    | Newcastle United    | 5   | 6 | 1 | 2 | 3 | 6  | 7  | -1   |  | Newcastle United           | 0-1 | 4-1 | 1-2 |     |

| 1re journée                  | AC Milan                                           | 0 - 0   | Newcastle United | Stade San Siro, Milan                                                                             |                                                                                                   |
| 19 septembre 2023 18h45 CEST |                                                    | (0 - 0) |                  | Spectateurs : 65 695 Arbitrage : José María Sánchez Arbitre vidéo : Alejandro Hernández Hernández | Spectateurs : 65 695 Arbitrage : José María Sánchez Arbitre vidéo : Alejandro Hernández Hernández |
| 19 septembre 2023 18h45 CEST | Calabria 40e · Musah 82e · Giroud 83e · Krunić 89e | Rapport | 49e Schär        | Spectateurs : 65 695 Arbitrage : José María Sánchez Arbitre vidéo : Alejandro Hernández Hernández | Spectateurs : 65 695 Arbitrage : José María Sánchez Arbitre vidéo : Alejandro Hernández Hernández |

| 1re journée                  | Paris Saint-Germain            | 2 - 0   | Borussia Dortmund                         | Parc des Princes, Paris                                                                  |                                                                                          |
| 19 septembre 2023 21h00 CEST | Mbappé 49e (pen.) · Hakimi 58e | (0 - 0) |                                           | Spectateurs : 47 379 Arbitrage : Jesús Gil Manzano Arbitre vidéo : Juan Martínez Munuera | Spectateurs : 47 379 Arbitrage : Jesús Gil Manzano Arbitre vidéo : Juan Martínez Munuera |
| 19 septembre 2023 21h00 CEST |                                | Rapport | 66e Schlotterbeck · 67e Can · 89e Ryerson | Spectateurs : 47 379 Arbitrage : Jesús Gil Manzano Arbitre vidéo : Juan Martínez Munuera | Spectateurs : 47 379 Arbitrage : Jesús Gil Manzano Arbitre vidéo : Juan Martínez Munuera |

| 2e journée                | Borussia Dortmund                         | 0 - 0   | AC Milan                  | BVB Stadion Dortmund, Dortmund                                                       |                                                                                      |
| 4 octobre 2023 21h00 CEST |                                           | (0 - 0) |                           | Spectateurs : 81 365 Arbitrage : Szymon Marciniak Arbitre vidéo : Tomasz Kwiatkowski | Spectateurs : 81 365 Arbitrage : Szymon Marciniak Arbitre vidéo : Tomasz Kwiatkowski |
| 4 octobre 2023 21h00 CEST | Schlotterbeck 19e · Can 25e · Hummels 81e | Rapport | 23e Reijnders · 88e Musah | Spectateurs : 81 365 Arbitrage : Szymon Marciniak Arbitre vidéo : Tomasz Kwiatkowski | Spectateurs : 81 365 Arbitrage : Szymon Marciniak Arbitre vidéo : Tomasz Kwiatkowski |

| 2e journée                | Newcastle United                                     | 4 - 1   | Paris Saint-Germain                                        | St James' Park, Newcastle upon Tyne                                        |                                                                            |
| 4 octobre 2023 21h00 CEST | Almirón 17e · Burn 39e · Longstaff 50e · Schär 90+1e | (2 - 0) | 56e Hernandez                                              | Spectateurs : 52 009 Arbitrage : István Kovács Arbitre vidéo : Marco Fritz | Spectateurs : 52 009 Arbitrage : István Kovács Arbitre vidéo : Marco Fritz |
| 4 octobre 2023 21h00 CEST | Guimarães 45+7e · Gordon 70e · Pope 87e              | Rapport | 38e Hernandez · 42e Hakimi · 67e Dembélé · 80e Zaïre-Emery | Spectateurs : 52 009 Arbitrage : István Kovács Arbitre vidéo : Marco Fritz | Spectateurs : 52 009 Arbitrage : István Kovács Arbitre vidéo : Marco Fritz |

| 3e journée                 | Paris Saint-Germain                   | 3 - 0   | AC Milan                                       | Parc des Princes, Paris                                                        |                                                                                |
| 25 octobre 2023 21h00 CEST | Mbappé 32e · Kolo Muani 53e · Lee 89e | (1 - 0) |                                                | Spectateurs : 45 962 Arbitrage : Slavko Vinčić Arbitre vidéo : Nejc Kajtazovic | Spectateurs : 45 962 Arbitrage : Slavko Vinčić Arbitre vidéo : Nejc Kajtazovic |
| 25 octobre 2023 21h00 CEST | Hakimi 16e · Dembélé 44e              | Rapport | 4e Thiaw · 7e Krunić · 61e Tomori · 62e Kalulu | Spectateurs : 45 962 Arbitrage : Slavko Vinčić Arbitre vidéo : Nejc Kajtazovic | Spectateurs : 45 962 Arbitrage : Slavko Vinčić Arbitre vidéo : Nejc Kajtazovic |

| 3e journée                 | Newcastle United | 0 - 1   | Borussia Dortmund | St James' Park, Newcastle upon Tyne                                              |                                                                                  |
| 25 octobre 2023 21h00 CEST |                  | (0 - 1) | 45e Nmecha        | Spectateurs : 52 024 Arbitrage : Artur Soares Dias Arbitre vidéo : Tiago Martins | Spectateurs : 52 024 Arbitrage : Artur Soares Dias Arbitre vidéo : Tiago Martins |
| 25 octobre 2023 21h00 CEST | Guimarães 79e    | Rapport | 35e Wolf          | Spectateurs : 52 024 Arbitrage : Artur Soares Dias Arbitre vidéo : Tiago Martins | Spectateurs : 52 024 Arbitrage : Artur Soares Dias Arbitre vidéo : Tiago Martins |

| 4e journée                 | Borussia Dortmund         | 2 - 0   | Newcastle United | BVB Stadion Dortmund, Dortmund                                                                         | |
| 7 novembre 2023 18h45 CEST | Füllkrug 26e · Brandt 79e | (1 - 0) |                  | Spectateurs : 81 365 Arbitrage : Alejandro Hernández Hernández Arbitre vidéo : Carlos del Cerro Grande | Spectateurs : 81 365 Arbitrage : Alejandro Hernández Hernández Arbitre vidéo : Carlos del Cerro Grande |
| 7 novembre 2023 18h45 CEST |                           | Rapport | 9e Hall          | Spectateurs : 81 365 Arbitrage : Alejandro Hernández Hernández Arbitre vidéo : Carlos del Cerro Grande | Spectateurs : 81 365 Arbitrage : Alejandro Hernández Hernández Arbitre vidéo : Carlos del Cerro Grande |

| 4e journée                 | AC Milan              | 2 - 1   | Paris Saint-Germain                                                      | Stade San Siro, Milan                                                                    |                                                                                          |
| 7 novembre 2023 21h00 CEST | Leão 12e · Giroud 50e | (1 - 1) | 9e Škriniar                                                              | Spectateurs : 75 649 Arbitrage : Jesús Gil Manzano Arbitre vidéo : Juan Martínez Munuera | Spectateurs : 75 649 Arbitrage : Jesús Gil Manzano Arbitre vidéo : Juan Martínez Munuera |
| 7 novembre 2023 21h00 CEST | Musah 66e             | Rapport | 24e Vitinha · 29e Kolo Muani · 43e Ugarte · 55e Hernandez · 80e Škriniar | Spectateurs : 75 649 Arbitrage : Jesús Gil Manzano Arbitre vidéo : Juan Martínez Munuera | Spectateurs : 75 649 Arbitrage : Jesús Gil Manzano Arbitre vidéo : Juan Martínez Munuera |

| 5e journée                  | Paris Saint-Germain                                                              | 1 - 1   | Newcastle United                         | Parc des Princes, Paris                                                              |                                                                                      |
| 28 novembre 2023 21h00 CEST | Mbappé 90+8e (pen.)                                                              | (0 - 1) | 24e Isak                                 | Spectateurs : 46 435 Arbitrage : Szymon Marciniak Arbitre vidéo : Tomasz Kwiatkowski | Spectateurs : 46 435 Arbitrage : Szymon Marciniak Arbitre vidéo : Tomasz Kwiatkowski |
| 28 novembre 2023 21h00 CEST | Ugarte 36e · Lee 54e · Dembélé 58e · Škriniar 60e · Donnarumma 72e · Ramos 90+5e | Rapport | 22e Joelinton · 83e Almirón · 90+1e Pope | Spectateurs : 46 435 Arbitrage : Szymon Marciniak Arbitre vidéo : Tomasz Kwiatkowski | Spectateurs : 46 435 Arbitrage : Szymon Marciniak Arbitre vidéo : Tomasz Kwiatkowski |

| 5e journée                  | AC Milan      | 1 - 3   | Borussia Dortmund                                 | Stade San Siro, Milan                                                         |                                                                               |
| 28 novembre 2023 21h00 CEST | Chukwueze 37e | (1 - 1) | 10e (pen.) Reus · 59e Bynoe-Gittens · 69e Adeyemi | Spectateurs : 75 292 Arbitrage : István Kovács Arbitre vidéo : Pol van Boekel | Spectateurs : 75 292 Arbitrage : István Kovács Arbitre vidéo : Pol van Boekel |
| 28 novembre 2023 21h00 CEST | Tomori 67e    | Rapport | 90+6e Can                                         | Spectateurs : 75 292 Arbitrage : István Kovács Arbitre vidéo : Pol van Boekel | Spectateurs : 75 292 Arbitrage : István Kovács Arbitre vidéo : Pol van Boekel |

| 6e journée                  | Borussia Dortmund | 1 - 1   | Paris Saint-Germain | BVB Stadion Dortmund, Dortmund                                              |                                                                             |
| 13 décembre 2023 21h00 CEST | Adeyemi 51e       | (0 - 0) | 56e Zaïre-Emery     | Spectateurs : 81 365 Arbitrage : Glenn Nyberg Arbitre vidéo : Dennis Higler | Spectateurs : 81 365 Arbitrage : Glenn Nyberg Arbitre vidéo : Dennis Higler |
| 13 décembre 2023 21h00 CEST | Hummels 57e       | Rapport | 45e Marquinhos      | Spectateurs : 81 365 Arbitrage : Glenn Nyberg Arbitre vidéo : Dennis Higler | Spectateurs : 81 365 Arbitrage : Glenn Nyberg Arbitre vidéo : Dennis Higler |

| 6e journée                  | Newcastle United            | 1 - 2   | AC Milan                                                        | St James' Park, Newcastle upon Tyne                                           |                                                                               |
| 13 décembre 2023 21h00 CEST | Joelinton 33e               | (1 - 0) | 59e Pulisic · 84e Chukwueze                                     | Spectateurs : 52 037 Arbitrage : Danny Makkelie Arbitre vidéo : Rob Dieperink | Spectateurs : 52 037 Arbitrage : Danny Makkelie Arbitre vidéo : Rob Dieperink |
| 13 décembre 2023 21h00 CEST | Joelinton 72e · Schär 90+5e | Rapport | 40e Leão · 45+1e Maignan · 78e Jović · 80e Musah · 80e Florenzi | Spectateurs : 52 037 Arbitrage : Danny Makkelie Arbitre vidéo : Rob Dieperink | Spectateurs : 52 037 Arbitrage : Danny Makkelie Arbitre vidéo : Rob Dieperink |

#### Groupe G
| Rang | Équipe                   | Pts | J | G | N | P | Bp | Bc | Diff |  | Résultats (▼ dom., ► ext.) |     |     |     |     |
| ---- | ------------------------ | --- | - | - | - | - | -- | -- | ---- |  | -------------------------- | --- | --- | --- | --- |
| 1    | Manchester City          | 18  | 6 | 6 | 0 | 0 | 18 | 7  | +11  |  | Manchester City            |     | 3-2 | 3-1 | 3-0 |
| 2    | RB Leipzig               | 12  | 6 | 4 | 0 | 2 | 13 | 10 | +3   |  | RB Leipzig                 | 1-3 |     | 2-1 | 3-1 |
| 3    | BSC Young Boys           | 4   | 6 | 1 | 1 | 4 | 7  | 13 | -6   |  | BSC Young Boys             | 1-3 | 1-3 |     | 2-0 |
| 4    | Étoile rouge de Belgrade | 1   | 6 | 0 | 1 | 5 | 7  | 15 | -8   |  | Étoile rouge de Belgrade   | 2-3 | 1-2 | 2-2 |     |

| 1re journée                  | BSC Young Boys                     | 1 - 3   | RB Leipzig                                          | Stade du Wankdorf, Berne                                                 |                                                                          |
| 19 septembre 2023 18h45 CEST | Elia 33e                           | (1 - 1) | 3e Simakan · 73e Schlager · 90+2e Šeško             | Spectateurs : 31 500 Arbitrage : Enea Jorgji Arbitre vidéo : Marco Guida | Spectateurs : 31 500 Arbitrage : Enea Jorgji Arbitre vidéo : Marco Guida |
| 19 septembre 2023 18h45 CEST | Benito 45e · Lauper 61e · Blum 77e | Rapport | 56e Kampl · 68e Simons · 79e Forsberg · 90e Simakan | Spectateurs : 31 500 Arbitrage : Enea Jorgji Arbitre vidéo : Marco Guida | Spectateurs : 31 500 Arbitrage : Enea Jorgji Arbitre vidéo : Marco Guida |

| 1re journée                  | Manchester City             | 3 - 1   | Étoile rouge de Belgrade | City of Manchester Stadium, Manchester                                       |                                                                              |
| 19 septembre 2023 21h00 CEST | Álvarez 47e 60e · Rodri 73e | (0 - 1) | 45e Bukari               | Spectateurs : 50 204 Arbitrage : João Pinheiro Arbitre vidéo : Tiago Martins | Spectateurs : 50 204 Arbitrage : João Pinheiro Arbitre vidéo : Tiago Martins |
| 19 septembre 2023 21h00 CEST | Rodri 24e · Dias 56e        | Rapport | 32e Rodić · 82e Stamenic | Spectateurs : 50 204 Arbitrage : João Pinheiro Arbitre vidéo : Tiago Martins | Spectateurs : 50 204 Arbitrage : João Pinheiro Arbitre vidéo : Tiago Martins |

| 2e journée                | RB Leipzig              | 1 - 3   | Manchester City                      | RB Arena, Leipzig                                                         |                                                                           |
| 4 octobre 2023 21h00 CEST | Openda 45e              | (0 - 1) | 25e Foden · 84e Álvarez · 90+2e Doku | Spectateurs : 45 228 Arbitrage : Artur Dias Arbitre vidéo : Tiago Martins | Spectateurs : 45 228 Arbitrage : Artur Dias Arbitre vidéo : Tiago Martins |
| 4 octobre 2023 21h00 CEST | Schlager 71e · Raum 78e | Rapport | 65e Akanji                           | Spectateurs : 45 228 Arbitrage : Artur Dias Arbitre vidéo : Tiago Martins | Spectateurs : 45 228 Arbitrage : Artur Dias Arbitre vidéo : Tiago Martins |

| 2e journée                | Étoile rouge de Belgrade                                                           | 2 - 2   | BSC Young Boys                        | Stadion Rajko Mitić, Belgrade                                               |                                                                             |
| 4 octobre 2023 21h00 CEST | Ndiaye 35e · Bukari 88e                                                            | (1 - 0) | 48e Ugrinic · 61e (pen.) Itten        | Spectateurs : 47 201 Arbitrage : William Collum Arbitre vidéo : David Coote | Spectateurs : 47 201 Arbitrage : William Collum Arbitre vidéo : David Coote |
| 4 octobre 2023 21h00 CEST | Ndiaye 18e · Ivanić 45+5e · Hwang 58e · Bukari 65e · Mijailović 73e · Dragović 74e | Rapport | 64e Males · 74e Camara · 90+2e Niasse | Spectateurs : 47 201 Arbitrage : William Collum Arbitre vidéo : David Coote | Spectateurs : 47 201 Arbitrage : William Collum Arbitre vidéo : David Coote |

| 3e journée                 | RB Leipzig                       | 3 - 1   | Étoile rouge de Belgrade                           | RB Arena, Leipzig                                                                           |                                                                                             |
| 25 octobre 2023 21h00 CEST | Raum 12e · Simons 59e · Olmo 84e | (1 - 0) | 70e Stamenic                                       | Spectateurs : 42 209 Arbitrage : José María Sánchez Arbitre vidéo : Carlos del Cerro Grande | Spectateurs : 42 209 Arbitrage : José María Sánchez Arbitre vidéo : Carlos del Cerro Grande |
| 25 octobre 2023 21h00 CEST | Henrichs 28e                     | Rapport | 34e Stamenic · 45+3e Rodić · 46e Hwang · 71e Djiga | Spectateurs : 42 209 Arbitrage : José María Sánchez Arbitre vidéo : Carlos del Cerro Grande | Spectateurs : 42 209 Arbitrage : José María Sánchez Arbitre vidéo : Carlos del Cerro Grande |

| 3e journée                 | BSC Young Boys           | 1 - 3   | Manchester City                     | Stade du Wankdorf, Berne                                                   |                                                                            |
| 25 octobre 2023 21h00 CEST | Elia 52e                 | (0 - 0) | 48e Akanji · 67e (pen.) 86e Haaland | Spectateurs : 31 500 Arbitrage : Morten Krogh Arbitre vidéo : Paolo Valeri | Spectateurs : 31 500 Arbitrage : Morten Krogh Arbitre vidéo : Paolo Valeri |
| 25 octobre 2023 21h00 CEST | Monteiro 3e · Camara 64e | Rapport |                                     | Spectateurs : 31 500 Arbitrage : Morten Krogh Arbitre vidéo : Paolo Valeri | Spectateurs : 31 500 Arbitrage : Morten Krogh Arbitre vidéo : Paolo Valeri |

| 4e journée                 | Manchester City                      | 3 - 0   | BSC Young Boys                            | City of Manchester Stadium, Manchester                                         |                                                                                |
| 7 novembre 2023 21h00 CEST | Haaland 23e (pen.) 51e · Foden 45+1e | (2 - 0) |                                           | Spectateurs : 51 049 Arbitrage : Erik Lambrechts Arbitre vidéo : Willy Delajod | Spectateurs : 51 049 Arbitrage : Erik Lambrechts Arbitre vidéo : Willy Delajod |
| 7 novembre 2023 21h00 CEST |                                      | Rapport | 15e Benito · 19e, 53e Lauper · 77e Amenda | Spectateurs : 51 049 Arbitrage : Erik Lambrechts Arbitre vidéo : Willy Delajod | Spectateurs : 51 049 Arbitrage : Erik Lambrechts Arbitre vidéo : Willy Delajod |

| 4e journée                 | Étoile rouge de Belgrade                                             | 1 - 2   | RB Leipzig                              | Stadion Rajko Mitić, Belgrade                                                  |                                                                                |
| 7 novembre 2023 21h00 CEST | Henrichs 81e (csc)                                                   | (0 - 1) | 8e Simons · 77e Openda                  | Spectateurs : 41 961 Arbitrage : Daniele Orsato Arbitre vidéo : Marco Di Bello | Spectateurs : 41 961 Arbitrage : Daniele Orsato Arbitre vidéo : Marco Di Bello |
| 7 novembre 2023 21h00 CEST | Mijailović 6e · Krasso 28e · Ivanić 52e · Lučić 73e · Olayinka 90+4e | Rapport | 49e Simakan · 56e Lukeba · 59e Henrichs | Spectateurs : 41 961 Arbitrage : Daniele Orsato Arbitre vidéo : Marco Di Bello | Spectateurs : 41 961 Arbitrage : Daniele Orsato Arbitre vidéo : Marco Di Bello |

| 5e journée                  | Manchester City                       | 3 - 2   | RB Leipzig     | City of Manchester Stadium, Manchester                                                      |                                                                                             |
| 28 novembre 2023 21h00 CEST | Haaland 55e · Foden 70e · Álvarez 87e | (0 - 2) | 13e 33e Openda | Spectateurs : 51 402 Arbitrage : Glenn Nyberg Arbitre vidéo : Alejandro Hernández Hernández | Spectateurs : 51 402 Arbitrage : Glenn Nyberg Arbitre vidéo : Alejandro Hernández Hernández |
| 28 novembre 2023 21h00 CEST | Dias 21e                              | Rapport |                | Spectateurs : 51 402 Arbitrage : Glenn Nyberg Arbitre vidéo : Alejandro Hernández Hernández | Spectateurs : 51 402 Arbitrage : Glenn Nyberg Arbitre vidéo : Alejandro Hernández Hernández |

| 5e journée                  | BSC Young Boys                  | 2 - 0   | Étoile rouge de Belgrade | Stade du Wankdorf, Berne                                                     |                                                                              |
| 28 novembre 2023 21h00 CEST | Nedeljković 8e (csc) · Blum 29e | (2 - 0) |                          | Spectateurs : 31 500 Arbitrage : Danny Makkelie Arbitre vidéo : Clay Ruperti | Spectateurs : 31 500 Arbitrage : Danny Makkelie Arbitre vidéo : Clay Ruperti |
| 28 novembre 2023 21h00 CEST | Rapport                         |         |                          | Spectateurs : 31 500 Arbitrage : Danny Makkelie Arbitre vidéo : Clay Ruperti | Spectateurs : 31 500 Arbitrage : Danny Makkelie Arbitre vidéo : Clay Ruperti |

| 6e journée                  | RB Leipzig               | 2 - 1   | BSC Young Boys                         | RB Arena, Leipzig                                                                     |                                                                                       |
| 13 décembre 2023 18h45 CEST | Šeško 51e · Forsberg 56e | (0 - 0) | 53e Colley                             | Spectateurs : 43 331 Arbitrage : Manfredas Lukjančukas Arbitre vidéo : Stuart Attwell | Spectateurs : 43 331 Arbitrage : Manfredas Lukjančukas Arbitre vidéo : Stuart Attwell |
| 13 décembre 2023 18h45 CEST | Poulsen 70e · Lenz 77e   | Rapport | 33e Garcia · 82e Colley · 85e Monteiro | Spectateurs : 43 331 Arbitrage : Manfredas Lukjančukas Arbitre vidéo : Stuart Attwell | Spectateurs : 43 331 Arbitrage : Manfredas Lukjančukas Arbitre vidéo : Stuart Attwell |

| 6e journée                  | Étoile rouge de Belgrade                  | 2 - 3   | Manchester City                               | Stadion Rajko Mitić, Belgrade                                                |                                                                              |
| 13 décembre 2023 18h45 CEST | Hwang 76e · Katai 90+1e                   | (0 - 1) | 19e Hamilton · 62e Bobb · 85e (pen.) Phillips | Spectateurs : 49 443 Arbitrage : Aliyar Aghayev Arbitre vidéo : Alper Ulusoy | Spectateurs : 49 443 Arbitrage : Aliyar Aghayev Arbitre vidéo : Alper Ulusoy |
| 13 décembre 2023 18h45 CEST | Spajić 45+1e · Mijailović 65e · Djiga 83e | Rapport | 52e Phillips                                  | Spectateurs : 49 443 Arbitrage : Aliyar Aghayev Arbitre vidéo : Alper Ulusoy | Spectateurs : 49 443 Arbitrage : Aliyar Aghayev Arbitre vidéo : Alper Ulusoy |

#### Groupe H
| Rang | Équipe           | Pts | J | G | N | P | Bp | Bc | Diff |  | Résultats (▼ dom., ► ext.) |     |     |     |     |
| ---- | ---------------- | --- | - | - | - | - | -- | -- | ---- |  | -------------------------- | --- | --- | --- | --- |
| 1    | FC Barcelone     | 12  | 6 | 4 | 0 | 2 | 12 | 6  | +6   |  | FC Barcelone               |     | 2-1 | 2-1 | 5-0 |
| 2    | FC Porto         | 12  | 6 | 4 | 0 | 2 | 15 | 8  | +7   |  | FC Porto                   | 0-1 |     | 5-3 | 2-0 |
| 3    | Chakhtar Donetsk | 9   | 6 | 3 | 0 | 3 | 10 | 12 | -2   |  | Chakhtar Donetsk           | 1-0 | 1-3 |     | 1-0 |
| 4    | Royal Antwerp    | 3   | 6 | 1 | 0 | 5 | 6  | 17 | -11  |  | Royal Antwerp              | 3-2 | 1-4 | 2-3 |     |

| 1re journée                  | FC Barcelone                                                    | 5 - 0   | Royal Antwerp | Stade olympique Lluís-Companys, Barcelone                                   |                                                                             |
| 19 septembre 2023 21h00 CEST | Félix 11e 66e · Lewandowski 19e · Bataille 22e (csc) · Gavi 54e | (3 - 0) |               | Spectateurs : 40 989 Arbitrage : Radu Petrescu Arbitre vidéo : Cătălin Popa | Spectateurs : 40 989 Arbitrage : Radu Petrescu Arbitre vidéo : Cătălin Popa |
| 19 septembre 2023 21h00 CEST | Gavi 36e                                                        | Rapport |               | Spectateurs : 40 989 Arbitrage : Radu Petrescu Arbitre vidéo : Cătălin Popa | Spectateurs : 40 989 Arbitrage : Radu Petrescu Arbitre vidéo : Cătălin Popa |

| 1re journée                  | Chakhtar Donetsk                          | 1 - 3   | FC Porto                   | Hamburg Arena, Hambourg                                                         |                                                                                 |
| 19 septembre 2023 21h00 CEST | Kelsy 13e                                 | (1 - 3) | 8e 15e Galeno · 29e Taremi | Spectateurs : 46 729 Arbitrage : Davide Massa Arbitre vidéo : Aleandro Di Paolo | Spectateurs : 46 729 Arbitrage : Davide Massa Arbitre vidéo : Aleandro Di Paolo |
| 19 septembre 2023 21h00 CEST | Sikane 6e · Stepanenko 31e · Konoplia 76e | Rapport | 4e Carmo · 54e João Mário  | Spectateurs : 46 729 Arbitrage : Davide Massa Arbitre vidéo : Aleandro Di Paolo | Spectateurs : 46 729 Arbitrage : Davide Massa Arbitre vidéo : Aleandro Di Paolo |

| 2e journée                | Royal Antwerp                                | 2 - 3   | Chakhtar Donetsk                          | Bosuilstadion, Anvers                                                           |                                                                                 |
| 4 octobre 2023 18h45 CEST | Muja 3e · Balikwisha 33e                     | (2 - 0) | 48e 76e Sikane · 71e Rakitskiy            | Spectateurs : 13 509 Arbitrage : Rade Obrenovič Arbitre vidéo : Nejc Kajtazovic | Spectateurs : 13 509 Arbitrage : Rade Obrenovič Arbitre vidéo : Nejc Kajtazovic |
| 4 octobre 2023 18h45 CEST | Keita 12e · Janssen 37e · Alderweireld 90+1e | Rapport | 36e Konoplia · 66e Rakitskiy · 82e Sikane | Spectateurs : 13 509 Arbitrage : Rade Obrenovič Arbitre vidéo : Nejc Kajtazovic | Spectateurs : 13 509 Arbitrage : Rade Obrenovič Arbitre vidéo : Nejc Kajtazovic |

| 2e journée                | FC Porto    | 0 - 1   | FC Barcelone                                                                      | Stade du Dragon, Porto                                                         |                                                                                |
| 4 octobre 2023 21h00 CEST |             | (0 - 1) | 45+1e Torres                                                                      | Spectateurs : 49 722 Arbitrage : Anthony Taylor Arbitre vidéo : Stuart Attwell | Spectateurs : 49 722 Arbitrage : Anthony Taylor Arbitre vidéo : Stuart Attwell |
| 4 octobre 2023 21h00 CEST | Cardoso 28e | Rapport | 13e Cancelo · 28e Araújo · 36e, 90+3e Gavi · 47e Koundé · 51e Félix · 86e Roberto | Spectateurs : 49 722 Arbitrage : Anthony Taylor Arbitre vidéo : Stuart Attwell | Spectateurs : 49 722 Arbitrage : Anthony Taylor Arbitre vidéo : Stuart Attwell |

| 3e journée                 | FC Barcelone           | 2 - 1   | Chakhtar Donetsk                        | Stade olympique Lluís-Companys, Barcelone                                         |                                                                                   |
| 25 octobre 2023 18h45 CEST | Torres 28e · López 36e | (2 - 0) | 62e Sudakov                             | Spectateurs : 41 409 Arbitrage : Ivan Kružliak Arbitre vidéo : Tomasz Kwiatkowski | Spectateurs : 41 409 Arbitrage : Ivan Kružliak Arbitre vidéo : Tomasz Kwiatkowski |
| 25 octobre 2023 18h45 CEST | Torres 43e · Balde 75e | Rapport | 50e Kryskiv · 72e Konoplia · 87e Bondar | Spectateurs : 41 409 Arbitrage : Ivan Kružliak Arbitre vidéo : Tomasz Kwiatkowski | Spectateurs : 41 409 Arbitrage : Ivan Kružliak Arbitre vidéo : Tomasz Kwiatkowski |

| 3e journée                 | Royal Antwerp               | 1 - 4   | FC Porto                               | Bosuilstadion, Anvers                                                         |                                                                               |
| 25 octobre 2023 21h00 CEST | Yusuf 37e                   | (1 - 0) | 46e 69e 84e Evanilson · 54e Eustáquio  | Spectateurs : 13 651 Arbitrage : Benoît Bastien Arbitre vidéo : Benoît Millot | Spectateurs : 13 651 Arbitrage : Benoît Bastien Arbitre vidéo : Benoît Millot |
| 25 octobre 2023 21h00 CEST | Muja 72e · Alderweireld 90e | Rapport | 14e Eustáquio · 45+2e Carmo · 61e Pepê | Spectateurs : 13 651 Arbitrage : Benoît Bastien Arbitre vidéo : Benoît Millot | Spectateurs : 13 651 Arbitrage : Benoît Bastien Arbitre vidéo : Benoît Millot |

| 4e journée                 | Chakhtar Donetsk | 1 - 0   | FC Barcelone | Hamburg Arena, Hambourg                                                  |                                                                          |
| 7 novembre 2023 18h45 CEST | Sikane 40e       | (1 - 0) |              | Spectateurs : 49 147 Arbitrage : Irfan Peljto Arbitre vidéo : Ivan Bebek | Spectateurs : 49 147 Arbitrage : Irfan Peljto Arbitre vidéo : Ivan Bebek |
| 7 novembre 2023 18h45 CEST | Newerton 90+8e   | Rapport | 45+2e Araújo | Spectateurs : 49 147 Arbitrage : Irfan Peljto Arbitre vidéo : Ivan Bebek | Spectateurs : 49 147 Arbitrage : Irfan Peljto Arbitre vidéo : Ivan Bebek |

| 4e journée                 | FC Porto                          | 2 - 0   | Royal Antwerp                                               | Stade du Dragon, Porto                                                         |                                                                                |
| 7 novembre 2023 21h00 CEST | Evanilson 32e (pen.) · Pepe 90+1e | (1 - 0) |                                                             | Spectateurs : 44 830 Arbitrage : Maurizio Mariani Arbitre vidéo : Paolo Valeri | Spectateurs : 44 830 Arbitrage : Maurizio Mariani Arbitre vidéo : Paolo Valeri |
| 7 novembre 2023 21h00 CEST | Carmo 58e · Conceição 84e         | Rapport | 21e Yusuf · 45+2e Vermeeren · 52e Ekkelenkamp · 62e Wijndal | Spectateurs : 44 830 Arbitrage : Maurizio Mariani Arbitre vidéo : Paolo Valeri | Spectateurs : 44 830 Arbitrage : Maurizio Mariani Arbitre vidéo : Paolo Valeri |

| 5e journée                  | Chakhtar Donetsk   | 1 - 0   | Royal Antwerp                           | Hamburg Arena, Hambourg                                                         |                                                                                 |
| 28 novembre 2023 18h45 CEST | Matviyenko 12e     | (1 - 0) |                                         | Spectateurs : 47 209 Arbitrage : Bartosz Frankowski Arbitre vidéo : Marco Fritz | Spectateurs : 47 209 Arbitrage : Bartosz Frankowski Arbitre vidéo : Marco Fritz |
| 28 novembre 2023 18h45 CEST | Gocholeishvili 83e | Rapport | 30e Coulibaly · 45+1e Kerk · 90+4e Muja | Spectateurs : 47 209 Arbitrage : Bartosz Frankowski Arbitre vidéo : Marco Fritz | Spectateurs : 47 209 Arbitrage : Bartosz Frankowski Arbitre vidéo : Marco Fritz |

| 5e journée                  | FC Barcelone            | 2 - 1   | FC Porto                                | Stade olympique Lluís-Companys, Barcelone                                           |                                                                                     |
| 28 novembre 2023 21h00 CEST | Cancelo 32e · Félix 57e | (1 - 1) | 30e Pepê                                | Spectateurs : 43 533 Arbitrage : Daniele Orsato Arbitre vidéo : Massimiliano Irrati | Spectateurs : 43 533 Arbitrage : Daniele Orsato Arbitre vidéo : Massimiliano Irrati |
| 28 novembre 2023 21h00 CEST | de Jong 37e · Félix 59e | Rapport | 36e Cardoso · 57e João Mário · 74e Pepê | Spectateurs : 43 533 Arbitrage : Daniele Orsato Arbitre vidéo : Massimiliano Irrati | Spectateurs : 43 533 Arbitrage : Daniele Orsato Arbitre vidéo : Massimiliano Irrati |

| 6e journée                  | FC Porto                                              | 5 - 3   | Chakhtar Donetsk                                 | Stade du Dragon, Porto                                                             |                                                                                    |
| 13 décembre 2023 21h00 CEST | Galeno 9e 43e · Taremi 62e · Pepe 75e · Conceição 82e | (2 - 1) | 29e Sikane · 72e (csc) Eustáquio · 88e Eguinaldo | Spectateurs : 48 113 Arbitrage : István Kovács Arbitre vidéo : Massimiliano Irrati | Spectateurs : 48 113 Arbitrage : István Kovács Arbitre vidéo : Massimiliano Irrati |
| 13 décembre 2023 21h00 CEST |                                                       | Rapport | 54e Sudakov · 90e Nazaryna · 90+1e Bondar        | Spectateurs : 48 113 Arbitrage : István Kovács Arbitre vidéo : Massimiliano Irrati | Spectateurs : 48 113 Arbitrage : István Kovács Arbitre vidéo : Massimiliano Irrati |

| 6e journée                  | Royal Antwerp                                 | 3 - 2   | FC Barcelone                           | Bosuilstadion, Anvers                                                     |                                                                           |
| 13 décembre 2023 21h00 CEST | Vermeeren 2e · Janssen 56e · Ilenikhena 90+2e | (1 - 1) | 35e Torres · 90+1e Guiu                | Spectateurs : 13 550 Arbitrage : Marco Guida Arbitre vidéo : Paolo Valeri | Spectateurs : 13 550 Arbitrage : Marco Guida Arbitre vidéo : Paolo Valeri |
| 13 décembre 2023 21h00 CEST | Wijndal 23e · De Laet 90e · Bataille 90+6e    | Rapport | 42e Yamal · 54e Roberto · 90+6e Torres | Spectateurs : 13 550 Arbitrage : Marco Guida Arbitre vidéo : Paolo Valeri | Spectateurs : 13 550 Arbitrage : Marco Guida Arbitre vidéo : Paolo Valeri |

## Phase à élimination directe

### Tableau final
|  | Huitièmes de finale | Huitièmes de finale | Huitièmes de finale | Huitièmes de finale |                     |                     | Quarts de finale | Quarts de finale | Quarts de finale | Quarts de finale |  |  | Demi-finales | Demi-finales | Demi-finales | Demi-finales |  |  | Finale                                    | Finale | Finale | Finale |
|  |                     |                     |                     |                     |                     |                     |                  |                  |                  |                  |  |  |              |              |              |              |  |  |                                           |        |        |        |
|  |                     |                     |                     |                     |                     |                     |                  |                  |                  |                  |  |  |              |              |              |              |  |  | 1er juin 2024 - Stade de Wembley, Londres |        |        |        |
|  | Inter Milan         | Inter Milan         | 1                   | 1 ap(2)             |                     |                     |                  |                  |                  |                  |  |  |              |              |              |              |  |  |                                           |        |        |        |
|  | Inter Milan         | Inter Milan         | 1                   | 1 ap(2)             |                     |                     |                  |                  |                  |                  |  |  |              |              |              |              |  |  |                                           |        |        |        |
|  | Atlético de Madrid  | Atlético de Madrid  | 0                   | 2 tab(3)            |                     |                     |                  |                  |                  |                  |  |  |              |              |              |              |  |  |                                           |        |        |        |
|  | Atlético de Madrid  | Atlético de Madrid  | 0                   | 2 tab(3)            | Atlético de Madrid  | Atlético de Madrid  | 2                | 2                |                  |                  |  |  |              |              |              |              |  |  |                                           |        |        |        |
|  |                     |                     |                     |                     | Atlético de Madrid  | Atlético de Madrid  | 2                | 2                |                  |                  |  |  |              |              |              |              |  |  |                                           |        |        |        |
|  |                     |                     | Borussia Dortmund   | Borussia Dortmund   | 1                   | 4                   |                  |                  |                  |                  |  |  |              |              |              |              |  |  |                                           |        |        |        |
|  | PSV Eindhoven       | PSV Eindhoven       | Borussia Dortmund   | Borussia Dortmund   | 1                   | 4                   | 1                | 0                |                  |                  |  |  |              |              |              |              |  |  |                                           |        |        |        |
|  | PSV Eindhoven       | PSV Eindhoven       |                     |                     |                     |                     |                  | 0                |                  |                  |  |  |              |              |              |              |  |  |                                           |        |        |        |
|  | Borussia Dortmund   | Borussia Dortmund   | 1                   | 2                   |                     |                     |                  |                  |                  |                  |  |  |              |              |              |              |  |  |                                           |        |        |        |
|  | Borussia Dortmund   | Borussia Dortmund   | 1                   | 2                   | Borussia Dortmund   | Borussia Dortmund   | 1                | 1                |                  |                  |  |  |              |              |              |              |  |  |                                           |        |        |        |
|  |                     |                     |                     |                     | Borussia Dortmund   | Borussia Dortmund   | 1                | 1                |                  |                  |  |  |              |              |              |              |  |  |                                           |        |        |        |
|  |                     |                     | Paris Saint-Germain | Paris Saint-Germain | 0                   | 0                   |                  |                  |                  |                  |  |  |              |              |              |              |  |  |                                           |        |        |        |
|  | Paris Saint-Germain | Paris Saint-Germain | Paris Saint-Germain | Paris Saint-Germain | 0                   | 0                   | 2                | 2                |                  |                  |  |  |              |              |              |              |  |  |                                           |        |        |        |
|  | Paris Saint-Germain | Paris Saint-Germain |                     |                     |                     |                     |                  | 2                |                  |                  |  |  |              |              |              |              |  |  |                                           |        |        |        |
|  | Real Sociedad       | Real Sociedad       | 0                   | 1                   |                     |                     |                  |                  |                  |                  |  |  |              |              |              |              |  |  |                                           |        |        |        |
|  | Real Sociedad       | Real Sociedad       | 0                   | 1                   | Paris Saint-Germain | Paris Saint-Germain | 2                | 4                |                  |                  |  |  |              |              |              |              |  |  |                                           |        |        |        |
|  |                     |                     |                     |                     | Paris Saint-Germain | Paris Saint-Germain | 2                | 4                |                  |                  |  |  |              |              |              |              |  |  |                                           |        |        |        |
|  |                     |                     | FC Barcelone        | FC Barcelone        | 3                   | 1                   |                  |                  |                  |                  |  |  |              |              |              |              |  |  |                                           |        |        |        |
|  | SSC Naples          | SSC Naples          | FC Barcelone        | FC Barcelone        | 3                   | 1                   | 1                | 1                |                  |                  |  |  |              |              |              |              |  |  |                                           |        |        |        |
|  | SSC Naples          | SSC Naples          |                     |                     |                     |                     |                  | 1                |                  |                  |  |  |              |              |              |              |  |  |                                           |        |        |        |
|  | FC Barcelone        | FC Barcelone        | 1                   | 3                   |                     |                     |                  |                  |                  |                  |  |  |              |              |              |              |  |  |                                           |        |        |        |
|  | FC Barcelone        | FC Barcelone        | 1                   | 3                   | Borussia Dortmund   | Borussia Dortmund   | 0                | 0                |                  |                  |  |  |              |              |              |              |  |  |                                           |        |        |        |
|  |                     |                     |                     |                     | Borussia Dortmund   | Borussia Dortmund   | 0                | 0                |                  |                  |  |  |              |              |              |              |  |  |                                           |        |        |        |
|  |                     |                     | Real Madrid         | Real Madrid         | 2                   | 2                   |                  |                  |                  |                  |  |  |              |              |              |              |  |  |                                           |        |        |        |
|  | FC Porto            | FC Porto            | Real Madrid         | Real Madrid         | 2                   | 2                   | 1                | 0 ap(2)          |                  |                  |  |  |              |              |              |              |  |  |                                           |        |        |        |
|  | FC Porto            | FC Porto            |                     |                     |                     |                     |                  | 0 ap(2)          |                  |                  |  |  |              |              |              |              |  |  |                                           |        |        |        |
|  | Arsenal FC          | Arsenal FC          | 0                   | 1 tab(4)            |                     |                     |                  |                  |                  |                  |  |  |              |              |              |              |  |  |                                           |        |        |        |
|  | Arsenal FC          | Arsenal FC          | 0                   | 1 tab(4)            | Arsenal FC          | Arsenal FC          | 2                | 0                |                  |                  |  |  |              |              |              |              |  |  |                                           |        |        |        |
|  |                     |                     |                     |                     | Arsenal FC          | Arsenal FC          | 2                | 0                |                  |                  |  |  |              |              |              |              |  |  |                                           |        |        |        |
|  |                     |                     | Bayern Munich       | Bayern Munich       | 2                   | 1                   |                  |                  |                  |                  |  |  |              |              |              |              |  |  |                                           |        |        |        |
|  | SS Lazio            | SS Lazio            | Bayern Munich       | Bayern Munich       | 2                   | 1                   | 1                | 0                |                  |                  |  |  |              |              |              |              |  |  |                                           |        |        |        |
|  | SS Lazio            | SS Lazio            |                     |                     |                     |                     |                  | 0                |                  |                  |  |  |              |              |              |              |  |  |                                           |        |        |        |
|  | Bayern Munich       | Bayern Munich       | 0                   | 3                   |                     |                     |                  |                  |                  |                  |  |  |              |              |              |              |  |  |                                           |        |        |        |
|  | Bayern Munich       | Bayern Munich       | 0                   | 3                   | Bayern Munich       | Bayern Munich       | 2                | 1                |                  |                  |  |  |              |              |              |              |  |  |                                           |        |        |        |
|  |                     |                     |                     |                     | Bayern Munich       | Bayern Munich       | 2                | 1                |                  |                  |  |  |              |              |              |              |  |  |                                           |        |        |        |
|  |                     |                     | Real Madrid         | Real Madrid         | 2                   | 2                   |                  |                  |                  |                  |  |  |              |              |              |              |  |  |                                           |        |        |        |
|  | RB Leipzig          | RB Leipzig          | Real Madrid         | Real Madrid         | 2                   | 2                   | 0                | 1                |                  |                  |  |  |              |              |              |              |  |  |                                           |        |        |        |
|  | RB Leipzig          | RB Leipzig          |                     |                     |                     |                     |                  | 1                |                  |                  |  |  |              |              |              |              |  |  |                                           |        |        |        |
|  | Real Madrid         | Real Madrid         | 1                   | 1                   |                     |                     |                  |                  |                  |                  |  |  |              |              |              |              |  |  |                                           |        |        |        |
|  | Real Madrid         | Real Madrid         | 1                   | 1                   | Real Madrid         | Real Madrid         | 3                | 1 tab(4)         |                  |                  |  |  |              |              |              |              |  |  |                                           |        |        |        |
|  |                     |                     |                     |                     | Real Madrid         | Real Madrid         | 3                | 1 tab(4)         |                  |                  |  |  |              |              |              |              |  |  |                                           |        |        |        |
|  |                     |                     | Manchester City     | Manchester City     | 3                   | 1 ap(3)             |                  |                  |                  |                  |  |  |              |              |              |              |  |  |                                           |        |        |        |
|  | FC Copenhague       | FC Copenhague       | Manchester City     | Manchester City     | 3                   | 1 ap(3)             | 1                | 1                |                  |                  |  |  |              |              |              |              |  |  |                                           |        |        |        |
|  | FC Copenhague       | FC Copenhague       |                     |                     |                     |                     |                  | 1                |                  |                  |  |  |              |              |              |              |  |  |                                           |        |        |        |
|  | Manchester City     | Manchester City     | 3                   | 3                   |                     |                     |                  |                  |                  |                  |  |  |              |              |              |              |  |  |                                           |        |        |        |
|  | Manchester City     | Manchester City     | 3                   | 3                   |                     |                     |                  |                  |                  |                  |  |  |              |              |              |              |  |  |                                           |        |        |        |
|  |                     |                     |                     |                     |                     |                     |                  |                  |                  |                  |  |  |              |              |              |              |  |  |                                           |        |        |        |

### Huitièmes de finale
Les matchs aller se jouent les 13, 14, 20 et 21 février, et les matchs retour les 5, 6, 12 et 13 mars 2024.
| Équipe              | Aller | Total             | Retour   | Équipe             |
| ------------------- | ----- | ----------------- | -------- | ------------------ |
| FC Porto            | 1 - 0 | 1 - 1 (2 - 4 tab) | 0 - 1 ap | Arsenal FC         |
| SSC Naples          | 1 - 1 | 2 - 4             | 1 - 3    | FC Barcelone       |
| Paris Saint-Germain | 2 - 0 | 4 - 1             | 2 - 1    | Real Sociedad      |
| Inter Milan         | 1 - 0 | 2 - 2 (2 - 3 tab) | 1 - 2 ap | Atlético de Madrid |
| PSV Eindhoven       | 1 - 1 | 1 - 3             | 0 - 2    | Borussia Dortmund  |
| SS Lazio            | 1 - 0 | 1 - 3             | 0 - 3    | Bayern Munich      |
| FC Copenhague       | 1 - 3 | 2 - 6             | 1 - 3    | Manchester City    |
| RB Leipzig          | 0 - 1 | 1 - 2             | 1 - 1    | Real Madrid        |

| 21 février 2024 | FC Porto                     | 1 - 0   | Arsenal FC                         | Stade du Dragon, Porto                                                          |                                                                                 |
| 21h00 CET       | ( Otávio) Galeno 90+4e       | (0 - 0) |                                    | Spectateurs : 49 111 Arbitrage : Serdar Gözübüyük Arbitre vidéo : Dennis Higler | Spectateurs : 49 111 Arbitrage : Serdar Gözübüyük Arbitre vidéo : Dennis Higler |
| 21h00 CET       | Conceição 52e · González 62e | Rapport | 2e Rice · 57e Kiwior · 61e Havertz | Spectateurs : 49 111 Arbitrage : Serdar Gözübüyük Arbitre vidéo : Dennis Higler | Spectateurs : 49 111 Arbitrage : Serdar Gözübüyük Arbitre vidéo : Dennis Higler |

| 12 mars 2024 | Arsenal FC                       | 1 - 0 ap              | FC Porto                         | Arsenal Stadium, Londres                                                       |                                                                                |
| 21h00 CET    | ( Ødegaard) Trossard 41e         | (1 - 0, 1 - 0, 1 - 0) |                                  | Spectateurs : 60 257 Arbitrage : Clément Turpin Arbitre vidéo : Jérôme Brisard | Spectateurs : 60 257 Arbitrage : Clément Turpin Arbitre vidéo : Jérôme Brisard |
| 21h00 CET    | Saliba 39e · Havertz 116e        | Rapport               | 73e Pepe ·                       | Spectateurs : 60 257 Arbitrage : Clément Turpin Arbitre vidéo : Jérôme Brisard | Spectateurs : 60 257 Arbitrage : Clément Turpin Arbitre vidéo : Jérôme Brisard |
| 21h00 CET    | Ødegaard · Havertz · Saka · Rice | Tirs au but 4 - 2     | Pepê · Wendell · Grujić · Galeno | Spectateurs : 60 257 Arbitrage : Clément Turpin Arbitre vidéo : Jérôme Brisard | Spectateurs : 60 257 Arbitrage : Clément Turpin Arbitre vidéo : Jérôme Brisard |

| 21 février 2024 | SSC Naples              | 1 - 1   | FC Barcelone                                 | Stade Diego Armando Maradona, Naples                                          |                                                                               |
| 21h00 CET       | ( Anguissa) Osimhen 75e | (0 - 0) | 60e Lewandowski ( Pedri)                     | Spectateurs : 49 529 Arbitrage : Felix Zwayer Arbitre vidéo : Bastian Dankert | Spectateurs : 49 529 Arbitrage : Felix Zwayer Arbitre vidéo : Bastian Dankert |
| 21h00 CET       |                         | Rapport | 16e de Jong · 76e Martínez · 78e Christensen | Spectateurs : 49 529 Arbitrage : Felix Zwayer Arbitre vidéo : Bastian Dankert | Spectateurs : 49 529 Arbitrage : Felix Zwayer Arbitre vidéo : Bastian Dankert |

| 12 mars 2024 | FC Barcelone                                                                 | 3 - 1   | SSC Naples                             | Stade olympique Lluís-Companys, Barcelone                                     |                                                                               |
| 21h00 CET    | ( Raphinha) López 15e · ( Raphinha) Cancelo 17e · ( Roberto) Lewandowski 83e | (2 - 1) | 30e Rrahmani ( Politano)               | Spectateurs : 50 301 Arbitrage : Danny Makkelie Arbitre vidéo : Rob Dieperink | Spectateurs : 50 301 Arbitrage : Danny Makkelie Arbitre vidéo : Rob Dieperink |
| 21h00 CET    | Christensen 19e · Yamal 44e                                                  | Rapport | 45+2e Jesus · 63e Traorè · 67e Olivera | Spectateurs : 50 301 Arbitrage : Danny Makkelie Arbitre vidéo : Rob Dieperink | Spectateurs : 50 301 Arbitrage : Danny Makkelie Arbitre vidéo : Rob Dieperink |

| 14 février 2024 | Paris Saint-Germain                            | 2 - 0   | Real Sociedad                 | Parc des Princes, Paris                                                   |                                                                           |
| 21h00 CET       | ( Marquinhos) Mbappé 58e · ( Ruiz) Barcola 70e | (0 - 0) |                               | Spectateurs : 46 435 Arbitrage : Marco Guida Arbitre vidéo : Paolo Valeri | Spectateurs : 46 435 Arbitrage : Marco Guida Arbitre vidéo : Paolo Valeri |
| 21h00 CET       |                                                | Rapport | 36e Le Normand · 90+2e Traoré | Spectateurs : 46 435 Arbitrage : Marco Guida Arbitre vidéo : Paolo Valeri | Spectateurs : 46 435 Arbitrage : Marco Guida Arbitre vidéo : Paolo Valeri |

| 5 mars 2024 | Real Sociedad | 1 - 2   | Paris Saint-Germain                     | Stade d'Anoeta, Saint-Sébastien                                                |                                                                                |
| 21h00 CET   | Merino 89e    | (0 - 1) | 15e 56e Mbappé (Dembélé ) (Lee K.-I. )  | Spectateurs : 39 336 Arbitrage : Michael Oliver Arbitre vidéo : Stuart Attwell | Spectateurs : 39 336 Arbitrage : Michael Oliver Arbitre vidéo : Stuart Attwell |
| 21h00 CET   | Kubo 42e      | Rapport | 28e Mendes · 41e Hakimi · 45+4e Dembélé | Spectateurs : 39 336 Arbitrage : Michael Oliver Arbitre vidéo : Stuart Attwell | Spectateurs : 39 336 Arbitrage : Michael Oliver Arbitre vidéo : Stuart Attwell |

| 20 février 2024 | Inter Milan                  | 1 - 0   | Atlético de Madrid                                | Stade Giuseppe-Meazza, Milan                                               |                                                                            |
| 21h00 CET       | ( Martínez) Arnautović 79e   | (0 - 0) |                                                   | Spectateurs : 73 709 Arbitrage : István Kovács Arbitre vidéo : Marco Fritz | Spectateurs : 73 709 Arbitrage : István Kovács Arbitre vidéo : Marco Fritz |
| 21h00 CET       | Frattesi 86e · Augusto 90+4e | Rapport | 54e Hermoso · 82e Savić · 85e Morata · 90+3e Koke | Spectateurs : 73 709 Arbitrage : István Kovács Arbitre vidéo : Marco Fritz | Spectateurs : 73 709 Arbitrage : István Kovács Arbitre vidéo : Marco Fritz |

| 13 mars 2024 | Atlético de Madrid                 | 2 - 1 ap              | Inter Milan                                         | Estadio Metropolitano, Madrid                                                        |                                                                                      |
| 21h00 CET    | Griezmann 35e · ( Koke) Depay 87e  | (1 - 1, 2 - 1, 2 - 1) | 33e Dimarco ( Barella)                              | Spectateurs : 69 196 Arbitrage : Szymon Marciniak Arbitre vidéo : Tomasz Kwiatkowski | Spectateurs : 69 196 Arbitrage : Szymon Marciniak Arbitre vidéo : Tomasz Kwiatkowski |
| 21h00 CET    | Hermoso 41e · Koke 89e             | Rapport               | 104e Çalhanoğlu · 105+2e Acerbi · 118e Bisseck ·    | Spectateurs : 69 196 Arbitrage : Szymon Marciniak Arbitre vidéo : Tomasz Kwiatkowski | Spectateurs : 69 196 Arbitrage : Szymon Marciniak Arbitre vidéo : Tomasz Kwiatkowski |
| 21h00 CET    | Depay · Ñíguez · Riquelme · Correa | Tirs au but 3 - 2     | Çalhanoğlu · Sánchez · Klaassen · Acerbi · Martínez | Spectateurs : 69 196 Arbitrage : Szymon Marciniak Arbitre vidéo : Tomasz Kwiatkowski | Spectateurs : 69 196 Arbitrage : Szymon Marciniak Arbitre vidéo : Tomasz Kwiatkowski |

| 20 février 2024 | PSV Eindhoven      | 1 - 1   | Borussia Dortmund                 | PSV Stadion, Eindhoven                                                            |                                                                                   |
| 21h00 CET       | de Jong 56e (pen.) | (0 - 1) | 24e Malen ( Sabitzer)             | Spectateurs : 34 950 Arbitrage : Srdjan Jovanović Arbitre vidéo : Nejc Kajtazovic | Spectateurs : 34 950 Arbitrage : Srdjan Jovanović Arbitre vidéo : Nejc Kajtazovic |
| 21h00 CET       | Lozano 22e         | Rapport | 42e Maatsen · 45+1e Schlotterbeck | Spectateurs : 34 950 Arbitrage : Srdjan Jovanović Arbitre vidéo : Nejc Kajtazovic | Spectateurs : 34 950 Arbitrage : Srdjan Jovanović Arbitre vidéo : Nejc Kajtazovic |

| 13 mars 2024 | Borussia Dortmund                            | 2 - 0   | PSV Eindhoven | BVB Stadion Dortmund, Dortmund                                               |                                                                              |
| 21h00 CET    | ( Brandt) Sancho 3e · ( Füllkrug) Reus 90+3e | (1 - 0) |               | Spectateurs : 81 365 Arbitrage : Daniele Orsato Arbitre vidéo : Paolo Valeri | Spectateurs : 81 365 Arbitrage : Daniele Orsato Arbitre vidéo : Paolo Valeri |
| 21h00 CET    | Süle 88e · Nmecha 89e                        | Rapport |               | Spectateurs : 81 365 Arbitrage : Daniele Orsato Arbitre vidéo : Paolo Valeri | Spectateurs : 81 365 Arbitrage : Daniele Orsato Arbitre vidéo : Paolo Valeri |

| 14 février 2024 | SS Lazio            | 1 - 0   | Bayern Munich               | Stade olympique, Rome                                                             |                                                                                   |
| 21h00 CET       | Immobile 69e (pen.) | (0 - 0) |                             | Spectateurs : 57 470 Arbitrage : François Letexier Arbitre vidéo : Jérôme Brisard | Spectateurs : 57 470 Arbitrage : François Letexier Arbitre vidéo : Jérôme Brisard |
| 21h00 CET       |                     | Rapport | 67e Upamecano · 69e Kimmich | Spectateurs : 57 470 Arbitrage : François Letexier Arbitre vidéo : Jérôme Brisard | Spectateurs : 57 470 Arbitrage : François Letexier Arbitre vidéo : Jérôme Brisard |

| 5 mars 2024 | Bayern Munich                                               | 3 - 0   | SS Lazio                                       | Fußball Arena München, Munich                                                  |                                                                                |
| 21h00 CET   | ( Guerreiro) ( Sané) Kane 38e 66e · ( de Ligt) Müller 45+2e | (2 - 0) |                                                | Spectateurs : 75 000 Arbitrage : Slavko Vinčić Arbitre vidéo : Nejc Kajtazovic | Spectateurs : 75 000 Arbitrage : Slavko Vinčić Arbitre vidéo : Nejc Kajtazovic |
| 21h00 CET   |                                                             | Rapport | 80e Romagnoli · 89e Cataldi · 90+2e Pellegrini | Spectateurs : 75 000 Arbitrage : Slavko Vinčić Arbitre vidéo : Nejc Kajtazovic | Spectateurs : 75 000 Arbitrage : Slavko Vinčić Arbitre vidéo : Nejc Kajtazovic |

| 13 février 2024 | FC Copenhague       | 1 - 3   | Manchester City                                               | Parken Stadium, Copenhague                                                                         | |
| 21h00 CET       | Mattsson 34e        | (1 - 2) | 10e De Bruyne (Foden ) · 45e Silva (De Bruyne ) · 90+2e Foden | Spectateurs : 35 853 Arbitrage : José María Sánchez Martínez Arbitre vidéo : Juan Martínez Munuera | Spectateurs : 35 853 Arbitrage : José María Sánchez Martínez Arbitre vidéo : Juan Martínez Munuera |
| 21h00 CET       | Falk 71e · Diks 74e | Rapport |                                                               | Spectateurs : 35 853 Arbitrage : José María Sánchez Martínez Arbitre vidéo : Juan Martínez Munuera | Spectateurs : 35 853 Arbitrage : José María Sánchez Martínez Arbitre vidéo : Juan Martínez Munuera |

| 6 mars 2024 | Manchester City                                            | 3 - 1   | FC Copenhague                | City of Manchester Stadium, Manchester                                     |                                                                            |
| 21h00 CET   | ( Álvarez) Akanji 5e · Álvarez 9e · ( Rodri) Haaland 45+3e | (3 - 1) | 29e Elyounoussi (Óskarsson ) | Spectateurs : 35 853 Arbitrage : Espen Eskås Arbitre vidéo : Dennis Higler | Spectateurs : 35 853 Arbitrage : Espen Eskås Arbitre vidéo : Dennis Higler |
| 21h00 CET   |                                                            | Rapport | 84e Cornelius · 90e Mattsson | Spectateurs : 35 853 Arbitrage : Espen Eskås Arbitre vidéo : Dennis Higler | Spectateurs : 35 853 Arbitrage : Espen Eskås Arbitre vidéo : Dennis Higler |

| 13 février 2024 | RB Leipzig                            | 0 - 1   | Real Madrid                 | RB Arena, Leipzig                                                            |                                                                              |
| 21h00 CET       |                                       | (0 - 0) | 48e Díaz (Carvajal )        | Spectateurs : 45 028 Arbitrage : Irfan Peljto Arbitre vidéo : Pol van Boekel | Spectateurs : 45 028 Arbitrage : Irfan Peljto Arbitre vidéo : Pol van Boekel |
| 21h00 CET       | Simakan 53e · Poulsen 77e · Šeško 85e | Rapport | 66e Carvajal · 85e Vinícius | Spectateurs : 45 028 Arbitrage : Irfan Peljto Arbitre vidéo : Pol van Boekel | Spectateurs : 45 028 Arbitrage : Irfan Peljto Arbitre vidéo : Pol van Boekel |

| 6 mars 2024 | Real Madrid                                   | 1 - 1   | RB Leipzig                          | Stade Santiago-Bernabéu, Madrid                                                   |                                                                                   |
| 21h00 CET   | ( Bellingham) Vinícius Jr. 65e                | (0 - 0) | 68e Orban (Raum )                   | Spectateurs : 76 126 Arbitrage : Davide Massa Arbitre vidéo : Massimiliano Irrati | Spectateurs : 76 126 Arbitrage : Davide Massa Arbitre vidéo : Massimiliano Irrati |
| 21h00 CET   | Vinícius Jr. 54e · Tchouaméni 73e · Kroos 75e | Rapport | 20e Schlager · 50e Raum · 71e Orban | Spectateurs : 76 126 Arbitrage : Davide Massa Arbitre vidéo : Massimiliano Irrati | Spectateurs : 76 126 Arbitrage : Davide Massa Arbitre vidéo : Massimiliano Irrati |

### Quarts de finale
Le tirage au sort des quarts de finale a lieu le 15 mars 2024. Les quarts de finale se jouent les 9 et 10 avril pour les matchs aller, et les 16 et 17 avril pour les matchs retour.
| Équipe              | Aller | Total             | Retour   | Équipe            |
| ------------------- | ----- | ----------------- | -------- | ----------------- |
| Arsenal FC          | 2 - 2 | 2 - 3             | 0 - 1    | Bayern Munich     |
| Atlético de Madrid  | 2 - 1 | 4 - 5             | 2 - 4    | Borussia Dortmund |
| Real Madrid         | 3 - 3 | 4 - 4 (4 - 3 tab) | 1 - 1 ap | Manchester City   |
| Paris Saint-Germain | 2 - 3 | 6 - 4             | 4 - 1    | FC Barcelone      |

| 9 avril 2024 | Arsenal FC                                | 2 - 2   | Bayern Munich                            | Arsenal Stadium, Londres                                                     |                                                                              |
| 21h00 CET    | ( White) Saka 12e · ( Jesus) Trossard 76e | (1 - 2) | 18e Gnabry ( Goretzka) · 32e (pen.) Kane | Spectateurs : 60 221 Arbitrage : Glenn Nyberg Arbitre vidéo : Pol van Boekel | Spectateurs : 60 221 Arbitrage : Glenn Nyberg Arbitre vidéo : Pol van Boekel |
| 21h00 CET    | Partey 89e                                | Rapport | 9e Davies · 55e Kane                     | Spectateurs : 60 221 Arbitrage : Glenn Nyberg Arbitre vidéo : Pol van Boekel | Spectateurs : 60 221 Arbitrage : Glenn Nyberg Arbitre vidéo : Pol van Boekel |

| 17 avril 2024 | Bayern Munich              | 1 - 0   | Arsenal FC              | Fußball Arena München, Munich                                                 |                                                                               |
| 21h00 CET     | ( Guerreiro) Kimmich 53e   | (0 - 0) |                         | Spectateurs : 75 000 Arbitrage : Danny Makkelie Arbitre vidéo : Rob Dieperink | Spectateurs : 75 000 Arbitrage : Danny Makkelie Arbitre vidéo : Rob Dieperink |
| 21h00 CET     | Laimer 55e · Kimmich 90+2e | Rapport | 84e White · 90+3e Jesus | Spectateurs : 75 000 Arbitrage : Danny Makkelie Arbitre vidéo : Rob Dieperink | Spectateurs : 75 000 Arbitrage : Danny Makkelie Arbitre vidéo : Rob Dieperink |

| 10 avril 2024 | Atlético de Madrid                    | 2 - 1   | Borussia Dortmund     | Estadio Metropolitano, Madrid                                             |                                                                           |
| 21h00 CET     | De Paul 4e · ( Griezmann) Lino 32e    | (2 - 0) | 81e Haller            | Spectateurs : 68 641 Arbitrage : Marco Guida Arbitre vidéo : Paolo Valeri | Spectateurs : 68 641 Arbitrage : Marco Guida Arbitre vidéo : Paolo Valeri |
| 21h00 CET     | Lino 27e · Llorente 28e · Giménez 75e | Rapport | 24e Can · 53e Maatsen | Spectateurs : 68 641 Arbitrage : Marco Guida Arbitre vidéo : Paolo Valeri | Spectateurs : 68 641 Arbitrage : Marco Guida Arbitre vidéo : Paolo Valeri |

| 16 avril 2024 | Borussia Dortmund                                                                         | 4 - 2   | Atlético de Madrid              | BVB Stadion Dortmund, Dortmund                                                 |                                                                                |
| 21h00 CET     | ( Hummels) Brandt 34e · ( Sabitzer) Maatsen 39e · ( Sabitzer) Füllkrug 71e · Sabitzer 74e | (2 - 0) | 49e (csc) Hummels · 64e Correa  | Spectateurs : 81 365 Arbitrage : Slavko Vinčić Arbitre vidéo : Nejc Kajtazovic | Spectateurs : 81 365 Arbitrage : Slavko Vinčić Arbitre vidéo : Nejc Kajtazovic |
| 21h00 CET     | Ryerson 44e                                                                               | Rapport | 30e Azpilicueta · 45+1e Hermoso | Spectateurs : 81 365 Arbitrage : Slavko Vinčić Arbitre vidéo : Nejc Kajtazovic | Spectateurs : 81 365 Arbitrage : Slavko Vinčić Arbitre vidéo : Nejc Kajtazovic |

| 9 avril 2024 | Real Madrid                                                         | 3 - 3   | Manchester City                                           | Stade Santiago-Bernabéu, Madrid                                                   |                                                                                   |
| 21h00 CET    | Dias 12e (csc) · ( Vinícius) Rodrygo 14e · ( Vinícius) Valverde 79e | (2 - 1) | 2e Silva · 66e Foden ( Stones) · 71e Gvardiol ( Grealish) | Spectateurs : 76 680 Arbitrage : François Letexier Arbitre vidéo : Jérôme Brisard | Spectateurs : 76 680 Arbitrage : François Letexier Arbitre vidéo : Jérôme Brisard |
| 21h00 CET    | Tchouaméni 1e · Carvajal 81e                                        | Rapport | 37e Akanji · 88e Silva                                    | Spectateurs : 76 680 Arbitrage : François Letexier Arbitre vidéo : Jérôme Brisard | Spectateurs : 76 680 Arbitrage : François Letexier Arbitre vidéo : Jérôme Brisard |

| 17 avril 2024 | Manchester City                             | 1 - 1 ap              | Real Madrid                                     | City of Manchester Stadium, Manchester                                              |                                                                                     |
| 21h00 CET     | De Bruyne 76e                               | (0 - 1, 1 - 1, 1 - 1) | 12e Rodrygo                                     | Spectateurs : 52 306 Arbitrage : Daniele Orsato Arbitre vidéo : Massimiliano Irrati | Spectateurs : 52 306 Arbitrage : Daniele Orsato Arbitre vidéo : Massimiliano Irrati |
| 21h00 CET     | Grealish 59e · Gvardiol 61e · Rodri 90e     | Rapport               | 38e Carvajal · 90+4e Mendy ·                    | Spectateurs : 52 306 Arbitrage : Daniele Orsato Arbitre vidéo : Massimiliano Irrati | Spectateurs : 52 306 Arbitrage : Daniele Orsato Arbitre vidéo : Massimiliano Irrati |
| 21h00 CET     | Álvarez · Silva · Kovačić · Foden · Ederson | Tirs au but 3 - 4     | Modrić · Bellingham · Vázquez · Nacho · Rüdiger | Spectateurs : 52 306 Arbitrage : Daniele Orsato Arbitre vidéo : Massimiliano Irrati | Spectateurs : 52 306 Arbitrage : Daniele Orsato Arbitre vidéo : Massimiliano Irrati |

| 10 avril 2024 | Paris Saint-Germain               | 2 - 3   | FC Barcelone                                            | Parc des Princes, Paris                                                        |                                                                                |
| 21h00 CET     | Dembélé 48e · ( Ruiz) Vitinha 51e | (0 - 1) | 37e 62e Raphinha ( Pedri) · 77e Christensen ( Gündoğan) | Spectateurs : 47 470 Arbitrage : Anthony Taylor Arbitre vidéo : Stuart Attwell | Spectateurs : 47 470 Arbitrage : Anthony Taylor Arbitre vidéo : Stuart Attwell |
| 21h00 CET     | Vitinha 65e · Beraldo 89e         | Rapport | 34e Roberto · 82e Cubarsí · 88e Christensen · 89e López | Spectateurs : 47 470 Arbitrage : Anthony Taylor Arbitre vidéo : Stuart Attwell | Spectateurs : 47 470 Arbitrage : Anthony Taylor Arbitre vidéo : Stuart Attwell |

| 16 avril 2024 | FC Barcelone                                                                              | 1 - 4   | Paris Saint-Germain                                                    | Stade olympique Lluís-Companys, Barcelone                                  |                                                                            |
| 21h00 CET     | ( Yamal) Raphinha 12e                                                                     | (1 - 1) | 40e Dembélé ( Barcola) · 54e Vitinha ( Hakimi) · 61e (pen.) 89e Mbappé | Spectateurs : 50 311 Arbitrage : István Kovács Arbitre vidéo : Marco Fritz | Spectateurs : 50 311 Arbitrage : István Kovács Arbitre vidéo : Marco Fritz |
| 21h00 CET     | Araújo 29e · Martínez 40e · Lewandowski 50e · Gündoğan 64e · Raphinha 90+7e · López 90+8e | Rapport | 40e Mbappé · 45+1e Ruiz · 62e Marquinhos · 87e Donnarumma              | Spectateurs : 50 311 Arbitrage : István Kovács Arbitre vidéo : Marco Fritz | Spectateurs : 50 311 Arbitrage : István Kovács Arbitre vidéo : Marco Fritz |

### Demi-finales
Les matchs aller se déroulent les 30 avril et 1er mai, et les matchs retour les 7 et 8 mai.
| Équipe            | Aller | Total | Retour | Équipe              |
| ----------------- | ----- | ----- | ------ | ------------------- |
| Borussia Dortmund | 1 - 0 | 2 - 0 | 1 - 0  | Paris Saint-Germain |
| Bayern Munich     | 2 - 2 | 3 - 4 | 1 - 2  | Real Madrid         |

| 1er mai 2024 | Borussia Dortmund               | 1 - 0   | Paris Saint-Germain | BVB Stadion Dortmund, Dortmund                                                 |                                                                                |
| 21h00 CET    | ( Schlotterbeck) Füllkrug 36e   | (1 - 0) |                     | Spectateurs : 81 365 Arbitrage : Anthony Taylor Arbitre vidéo : Stuart Attwell | Spectateurs : 81 365 Arbitrage : Anthony Taylor Arbitre vidéo : Stuart Attwell |
| 21h00 CET    | Maatsen 19e · Schlotterbeck 73e | Rapport | 53e Ruiz            | Spectateurs : 81 365 Arbitrage : Anthony Taylor Arbitre vidéo : Stuart Attwell | Spectateurs : 81 365 Arbitrage : Anthony Taylor Arbitre vidéo : Stuart Attwell |

| 7 mai 2024 | Paris Saint-Germain      | 0 - 1   | Borussia Dortmund          | Parc des Princes, Paris                                                             |                                                                                     |
| 21h00 CET  |                          | (0 - 0) | 50e Hummels ( Brandt)      | Spectateurs : 48 435 Arbitrage : Daniele Orsato Arbitre vidéo : Massimiliano Irrati | Spectateurs : 48 435 Arbitrage : Daniele Orsato Arbitre vidéo : Massimiliano Irrati |
| 21h00 CET  | Dembélé 75e · Hakimi 84e | Rapport | 64e Sabitzer · 65e Hummels | Spectateurs : 48 435 Arbitrage : Daniele Orsato Arbitre vidéo : Massimiliano Irrati | Spectateurs : 48 435 Arbitrage : Daniele Orsato Arbitre vidéo : Massimiliano Irrati |

| 30 avril 2024 | Bayern Munich                        | 2 - 2   | Real Madrid                      | Fußball Arena München, Munich                                                  |                                                                                |
| 21h00 CET     | ( Laimer) Sané 53e · Kane 57e (pen.) | (0 - 1) | 24e 83e (pen.) Vinícius ( Kroos) | Spectateurs : 75 000 Arbitrage : Clément Turpin Arbitre vidéo : Jérôme Brisard | Spectateurs : 75 000 Arbitrage : Clément Turpin Arbitre vidéo : Jérôme Brisard |
| 21h00 CET     | Mazraoui 43e · Kim M.-J. 82e         | Rapport | 64e Kroos · 90+1e Vázquez        | Spectateurs : 75 000 Arbitrage : Clément Turpin Arbitre vidéo : Jérôme Brisard | Spectateurs : 75 000 Arbitrage : Clément Turpin Arbitre vidéo : Jérôme Brisard |

| 8 mai 2024 | Real Madrid                             | 2 - 1   | Bayern Munich      | Stade Santiago-Bernabéu, Madrid                                                      |                                                                                      |
| 21h00 CET  | ( Vinícius) ( Rüdiger) Joselu 88e 90+1e | (0 - 0) | 68e Davies ( Kane) | Spectateurs : 76 579 Arbitrage : Szymon Marciniak Arbitre vidéo : Tomasz Kwiatkowski | Spectateurs : 76 579 Arbitrage : Szymon Marciniak Arbitre vidéo : Tomasz Kwiatkowski |
| 21h00 CET  | Camavinga 90+11e                        | Rapport |                    | Spectateurs : 76 579 Arbitrage : Szymon Marciniak Arbitre vidéo : Tomasz Kwiatkowski | Spectateurs : 76 579 Arbitrage : Szymon Marciniak Arbitre vidéo : Tomasz Kwiatkowski |

### Finale
La finale se déroule le 1er juin 2024 au Stade de Wembley à Londres en Angleterre.
| Équipe            | Score | Équipe      |
| ----------------- | ----- | ----------- |
| Borussia Dortmund | 0 - 2 | Real Madrid |